# Digitale Revolution

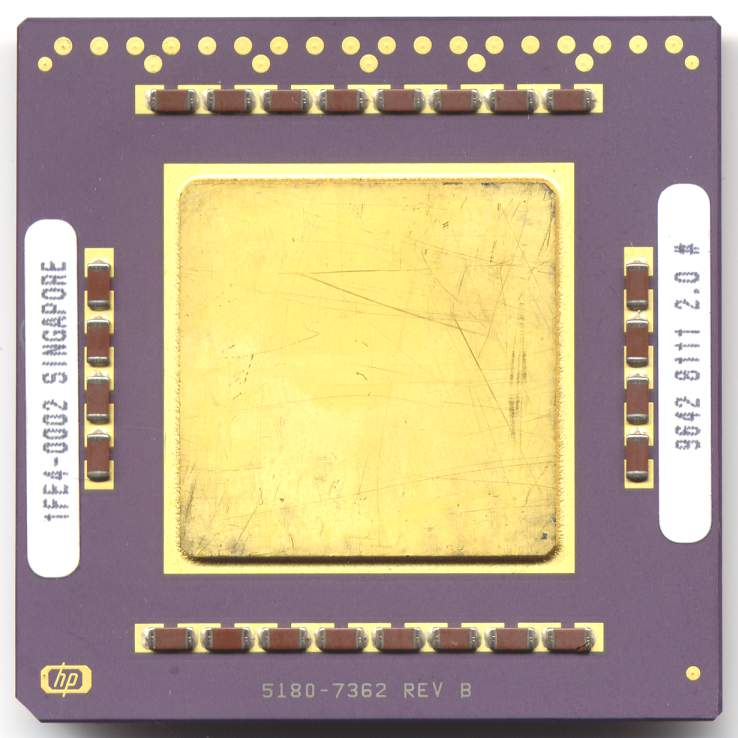
Ein Mikroprozessor als Beispiel für eine häufig mit der Digitalen Revolution in Verbindung gebrachte Erfindung

Der Begriff Digitale Revolution bezeichnet den durch Digitaltechnik und Computer ausgelösten Umbruch, der seit Ausgang des 20. Jahrhunderts in vielen Ländern einen Wandel nahezu aller Lebensbereiche bewirkt und zu einem digital vernetzten Lebensstil (Digital Lifestyle) führt – ähnlich wie die industrielle Revolution 200 Jahre zuvor in die Industriegesellschaft führte. Deshalb ist auch von einer Dritten industriellen Revolution die Rede oder in technischer Hinsicht von mikroelektronischer Revolution.
Die mit der Digitalen Revolution einhergehenden Veränderungen in Wirtschafts- und Arbeitswelt, in Öffentlichkeit und Privatleben vollziehen sich in großer Geschwindigkeit überall dort, wo die materiellen Voraussetzungen für Anwendungs- und Nutzungsmöglichkeiten der fortschreitenden Digitalisierung bestehen. Neue Medien beeinflussen zunehmend Kommunikationsverhalten, Sozialisationsprozesse und Sprachkultur. Anwendungsbereiche und Entwicklungspotenziale von künstlicher Intelligenz gehören zu den Trends und offenen Zukunftsfragen der Digitalen Revolution, ebenso wie die Gefährdung der Demokratie und der Freiheit Einzelner.

## Zeitgeschichtliche Verortung, Entwicklungsdynamik und Trends
Historiker machen als markante Zäsur und den Beginn des "Digitalen Zeitalters" etwa die Zeit um 1970 aus. In den Industriestaaten kann ab diesem Zeitpunkt von einer grundlegenden Durchdringung aller Lebensbereiche durch digitale Informations- und Kommunikationstechnologie gesprochen werden. Von der Wirtschaft über die Gesellschaft bis hin zu Politik und Staat ging es in vielen Bereichen schlicht nicht mehr ohne digitale Computer. Die ersten Computer waren sehr große Rechenmaschinen, die ganze Räume einnahmen, zum Beispiel der ENIAC (gebaut 1945). Diese Computer stellen den Grundstein der digitalen Revolution dar. Insgesamt [war] die „digitale Transformation ein technischer, sozialer, kultureller, politischer und wirtschaftlicher Prozess“.
In einer von soziologischen Gesichtspunkten bestimmten Abfolge der bisherigen Menschheitsgeschichte, die von Jägern und Sammlern über Agrargesellschaften zu Industriegesellschaften führt, stellt sich die Digitale Revolution der Gegenwart für Stengel, Looy und Wallaschkowski nach der Neolithischen Revolution und der Industriellen Revolution als dritte große Umwälzung der Menschheitsgeschichte dar. Sie schlagen vor, ihren Durchbruch mit dem Ende des kurzen 20. Jahrhundert im Jahr 1989 anzusetzen. Zu diesem Zeitpunkt habe eine neue Entwicklung eingesetzt, die noch in den frühen 1980er Jahren nicht absehbar gewesen sei: „1989 entwickelten Tim Berners-Lee und Robert Cailliau am Forschungszentrum CERN in Genf das World Wide Web, ohne dessen Hypertext-Protokolle und Webbrowser das damals bereits bestehende, aber weitgehend unbekannte Internet noch für längere Zeit eine Angelegenheit vor allem für Nerds, Geeks und Universitätspersonal geblieben wäre.“ Das World Wide Web habe es Nutzern erleichtert, auf Informationen zuzugreifen, die auf weit entfernten Servern gespeichert waren. Mit der Web 2.0 bzw. Social Media genannten Erweiterung war es Nutzern ab 2003 zudem möglich, eigene Inhalte als Text-, Audio- oder Videodatei ins Netz zu stellen und auf sozialen Plattformen miteinander zu interagieren, und im Jahr 2010 überstieg die Anzahl der mit dem Internet vernetzten Geräte die der damals lebenden Menschen. Innerhalb einer Dekade, so Annahmen aus dem Jahr 2014, werde angesichts der zunehmenden Gerätevernetzung das Internet der Dinge zur Grundinfrastruktur gehören.
Gegenüber den vorherigen Revolutionen in der Menschheitsgeschichte ist diese Revolution laut Stengel, Looy und Wallaschkowski vielleicht mit mehr Recht noch als die beiden vorherigen als Revolution zu bezeichnen, „ereignete sie sich doch binnen weniger Jahrzehnte und auf globaler Ebene.“ Bei Andreas Mühlichen heißt es: „Der Übergang von einer Welt des Analogen zu der Ära digitaler Computer, digitaler Datenspeicherung und digitaler Vernetzung beschreibt eine mediale und informationstechnische Zäsur, die ähnlich tiefgreifend erscheint wie der Übergang von der Mündlichkeit zur Schriftlichkeit.“ Der deutsche Kybernetiker Karl Steinbuch formulierte bereits 1966: „Information ist Anfang und Grundlage der Gesellschaft.“ Er prognostizierte ein System wie das Internet ebenso wie der Gordon-Helmer-Bericht von 1964 für die 1980er Jahre.
Weitgehend unstrittig ist heute die Verwendung des Revolutionsbegriffs für gravierende Kontinuitätsbrüche, die nicht nur Technik und Wirtschaft berühren, sondern alle Lebensbereiche umwälzen, wie das zum Beispiel Friedrich Engels für die industrielle Revolution formulierte: eine „Revolution, die zugleich die ganze bürgerliche Gesellschaft umwandelte“. Doch während die industrielle Revolution heute im Wesentlichen durch eine lange Periode außergewöhnlichen wirtschaftlichen Wachstums definiert wird, gingen die Wachstumsraten in wichtigen OECD-Ländern und weltweit seit den 1970er Jahren und verstärkt seit 1995 zurück.
Wenn man als Revolutionstreiber die weitreichenden informationstechnologischen Durchbrüche im Vorfeld und zu Beginn des 21. Jahrhunderts ansieht, wie das Manuel Castells mit seinem Begriff des informationellen Kapitalismus anregt, stellt sich die Frage, warum sich diese Revolution ausgerechnet in einer Phase stagnierender und sinkender Wachstumsraten abgespielt haben soll bzw. noch abspielt. Darauf gibt es verschiedene Antworten: Zum einen kann die Digitale Revolution in der Produktionstechnik als Versuch verstanden werden, angesichts gesättigter Massenmärkte und hoher Rohstoff- und Energiekosten (Ölpreiskrisen 1973 und 1979/80) sowie sinkender Kapitalrenditen auch in Hochlohnländern flexibler, kundenorientierter, material- und energieeffizienter und damit arbeits- und kapitalsparend zu produzieren (v. a. durch Ersetzung von mechanischer und analoger Technik mittels digitaler Technik, durch Miniaturisierung und Integration von Bauteilen, durch einen steigenden Informations- und einen sinkenden Rohstoffanteil in den Produkten usw.) und gleichzeitig rascher auf neue Bedürfnisse zu reagieren. Das ist durchaus mit einer sinkenden Investitionsquote vereinbar: Weltweit sank diese bezogen auf das Bruttoinlandsprodukt von etwa 23–25 % in den 1970er Jahren auf unter 20 % nach 2008.
Zum anderen werden viele Leistungen der digitalen Wirtschaft nicht vollständig in der volkswirtschaftlichen Gesamtrechnung abgebildet, u. a. die Arbeit der Kunden, die durch Lieferung von Daten immer stärker kostenlos mitwirken (z. B. bei einer Flugbuchung, bei Umfragen oder bei der Konfiguration von Produkten). Hinzu kommen die sinkenden Distributionskosten für digitale Produkte über Netze. Alle diese Faktoren tragen zur Erhöhung der Unternehmensgewinne trotz relativ sinkender Wachstumsraten bei.

## Eine angebotsgetriebene Revolution
Unabhängig von der Frage, wie sich die Digitale Revolution in wirtschaftlichen Kerndaten ausdrückt und ob ihr Nutzen in der volkswirtschaftlichen Gesamtrechnung überhaupt einen Ausdruck findet, ist zu konstatieren, dass der Prozess der technologischen Transformation bisher fast exponentiell expandiert, und zwar nicht nur durch die Zunahme der Rechen-, Speicher- und Kommunikationskapazitäten, sondern „aufgrund seiner Fähigkeit, durch digitale Sprache eine Schnittstelle zwischen technologischen Bereichen zu schaffen, in der Informationen erstellt, gespeichert, aufgerufen, verarbeitet und weitergeleitet werden können.“ Die Verbindung eingebetteter Softwaresysteme zur sensorgestützten Überwachung und Steuerung der physischen Realität mit globalen digitalen Netzinfrastrukturen (dem Cyberspace) erlaubt vielfältige Applikationen und Problemlösungen mit hohem wirtschaftlichen Potential und starker Innovationskraft: Angebotsseitig entstehen immer mehr Nutzungs- und Verknüpfungsmöglichkeiten von Daten, die neue Geschäftsmodelle ermöglichen, während bisherige Medien- und Technologiebrüche und damit verbundene Tätigkeiten der Datenerfassung und -transformation entfallen. Man kann daher sagen, dass die Digitale Revolution weitgehend angebots-, nicht nachfragegetrieben abläuft, weil immer mehr flexible Nutzungsmöglichkeiten von immer mehr potenziellen Anwendern „entdeckt“ und kostensenkend und profitsteigernd genutzt werden.
So war durch die Existenz einer miniaturisierten, leichtgewichtigen und integrierten Steuerungstechnik, deren Entwicklung in den 1950er und 1960er Jahren vor allem von der Nachfrage des Militärs nach Raketen mit großer Nutzlast getrieben war, seit den 1970ern angesichts einer weltweiten Wachstumskrise plötzlich die Möglichkeit gegeben, arbeits- und kapitalsparende flexible Steuerungstechnologien (Speicherprogrammierbare Steuerungen) in Werkzeugmaschinen, Robotern und bei anderen zivilen Anwendungen einzusetzen. Für private Zwecke heutzutage genutzte Tabletcomputer sind hinsichtlich Speicherkapazität, Datenverarbeitungs- und übertragungsgeschwindigkeit leistungsfähiger als die bei der Mondlandung verwendeten NASA-Rechner.
Die Digitalisierung von Informations- und Kommunikationsprozessen führte aber auch zu einer Informationsexplosion auf der Angebotsseite, die sich bei den Nutzern zum Teil als Informationsüberflutung niederschlägt. Vor allem die weltweiten Telekommunikations- und Informationsspeicherkapazitäten pro Kopf sind in den zwei Jahrzehnten zwischen 1986 und 2007 zwischen 23 % und 28 % pro Jahr gewachsen (zum Vergleich: Bei den jährlichen Wachstumsraten der Weltwirtschaft geht es regelmäßig um Prozentzahlen im oft niedrigen einstelligen Bereich).
Es wird angenommen, dass es im Jahr 2002 das erste Mal möglich war, mehr Informationen digital als im Analogformat zu speichern, ein Anhaltspunkt für den Beginn des „Digitalen Zeitalters“. Es wird geschätzt, dass im Jahr 1993 lediglich 3 % der weltweiten Informationsspeicherkapazität digital war, 2007 bereits 94 %. Die weltweite Telekommunikationskapazität (bidirektionaler Informationsaustausch) war bereits 1986 zu 20 %, 1993 zu zwei Dritteln (68 %) und im Jahr 2000 zu 98 % digitalisiert. Die globale Broadcast- und Rundfunkkapazität hingegen (unidirektionale Informationsübermittlung) blieb demgegenüber zurück: Im Jahre 2007 waren erst 25 % digital.
Die Leistungsfähigkeit der Computerchips wächst in der dem Mooreschen Gesetz entsprechenden Weise immer schneller, indem die vorgenommenen Verbesserungen sich vervielfachen und die Leistungsfähigkeit der Technologie sich etwa alle zwei Jahre verdoppelt. Binnen 40 Jahren ist die Leistung von Mikroprozessoren, so Jaron Lanier, millionenfach erhöht worden. „Niemand weiß, wie lange sich dieser Prozess fortsetzen lässt.“ Einige Stimmen allerdings sagen bereits das Ende des Moorschen Gesetzes voraus.
Im fortgeschrittenen Entwicklungsstadium arbeitet unterdessen die gleichfalls digital basierte Forschung zur künstlichen Intelligenz, deren Anwendungsbereiche sich unter anderem bereits auf Handschriften- und Gesichtserkennung, auf Spracherkennung und Sprachassistenz erstrecken. Welche Formen und Spielarten künstlicher Intelligenz weiterhin realisiert werden, bleibt eine der offenen Zukunftsfragen wissenschaftlicher Forschung und menschlicher Existenz. Allerdings erlebt der Mensch heute erstmals das Ausmaß und die Bedeutung des technischen Fortschritts selbst zu seinen eigenen Lebzeiten in dramatischer Form – man denke nur an die verschiedenen Formen der Speicherung und Wiedergabe von Musik seit 1970, die zur Obsoleszenz mehrerer Mediengenerationen führten.

### Technische Aspekte
Grundlage der Digitalen Revolution ist der Mikrochip (integrierter Schaltkreis), der unter anderem die Einführung der flexiblen Automatisierung in der Produktion und mittels vernetzter Rechner ab den 1970er Jahren den Aufbau des Internets ermöglichte. Mit der Computerisierung einher ging der Trend, Arbeitsprozesse durch elektronische Datenverarbeitung stärker zu rationalisieren. Seit den 1980er Jahren wurden Computer nicht nur in Beruf und Forschung, sondern vermehrt auch im privaten Bereich genutzt. Grafische Benutzeroberflächen und Computermaus, fortgeschrittene Betriebssysteme, Softwareentwicklungen und Computerspiele erweiterten die Verwendungsmöglichkeiten und den Nutzerkreis der neuen Technologie, die nun auch miniaturisiert im Smartphone oder Stick-PC eingesetzt wird.
Ausgangspunkt der digitalen Entwicklung waren die Turingmaschine und die ihr in den 1940er Jahren nachfolgenden Rechenmaschinen. Steuerungen in der Raumfahrt ab den 1960er Jahren wurden mit Hilfe von Rechnern überhaupt erst möglich. Ende 1969 wurden erste Taschenrechner hergestellt.
Als PC wurde der Computer (Apple II) ab 1977 allgemein halbwegs erschwinglich; jedoch löste er in den Unternehmen nur sehr langsam die Großrechnertechnik bzw. die Mittlere Datentechnik ab. Einen kommerziellen Durchbruch brachte erst die Bereitstellung billiger Standardsoftware für Büroanwendungen. In den 1980er Jahren kamen das Global Positioning System (GPS), die CD, bildgebende Verfahren und Kernspintomographie hinzu, in den 1990er Jahren das Mobiltelefon, der Roboter, das Internet, die DVD und Computeranimationen, insbesondere für Simulationen und in der Filmkunst. 1996 konnte der Großrechner Deep Blue erstmals den amtierenden Schachweltmeister in einer Partie schlagen. Es folgten Digitalkamera, digitale Videokamera, Digitalfernsehen, Digitalradio, Navigationssystem, RFID, Drohnen, selbstfahrende Autos. Die mobile App ermöglichte die Digitalisierung von immer mehr Alltagsvorgängen. Dazu gehören unter anderem Kauf-, Buchungs-, Bezahl-, Reservierungs- und Bewertungsvorgänge, Hilfen bei der räumlichen Orientierung und Wegsuche sowie vielerlei Spielangebote. In den Anfängen des 21. Jahrhunderts sind Datenmaschinen – verstanden als „soziotechnische Vorrichtungen, die ein Geschehen datifizieren, also erfassen, speichern und auswerten können“ – zur „dominanten Maschinform“ aufgestiegen und durchdringen zunehmend alle Gesellschaftsbereiche.
Manche Zukunftsprojektion der Digitalen Revolution schließt die Erwartung einer technologischen Singularität ein, eines Entwicklungsstadiums, in dem die künstliche Intelligenz fähig wäre, von sich aus technischen Fortschritt hervorzubringen.
Allerdings wird von dem Sozialwissenschaftler Peter Schadt kritisiert, dass durch eine einseitige Betonung der Technologie als Treiber die Digitalisierung in vielen – auch wissenschaftlichen – Publikationen ein „Scheinsubjekt“ aufgebaut werde, wodurch die tatsächlichen Akteure der Digitalisierung in den Hintergrund gerieten.

### Ökonomische Aspekte
Durch die Einführung des PC sank in den 1980er und 1990er Jahren die Zugangsschwelle zum Markt für viele kleine Unternehmen. Heute spielt der Mobilfunk eine ähnliche Rolle für Kleinproduzenten in Entwicklungsländern, die durch den Netzzugang ihre Marktchancen besser ausloten können.
Die Digitalisierung erleichtert die großräumige Verlagerung von Produktionsstandorten und Arbeitsplätzen im Zuge der Globalisierung. So können z. B. Farben an Textilmustern elektronisch vermessen werden und die Daten an Farbmischmaschinen an entfernten Standorten weitergegeben werden, wodurch das Hin- und Herschicken von Proben entfällt. In Konstruktionsabteilungen beispielsweise wird eine mehrere Kontinente übergreifende Arbeitsverteilung praktikabel, die auf der Basis der globalen digitalen Kommunikationsnetze eine „Rund-um-die-Uhr-Produktivität“ ermöglicht: „Dadurch, dass irgendwo auf der Welt immer ein Teil der Firma wach und am Arbeiten ist, kann jederzeit an den Produkten weitergearbeitet werden. Zuerst die in Asien oder Australien lebenden Mitarbeiter, gefolgt von den Europäern und Afrikanern, bevor dann die Kollegen in Nord- und Südamerika weitermachen.“
Beträchtlich durchgewirbelt von den mit der Digitalen Revolution verbundenen neuen Möglichkeiten präsentieren sich Banken und Finanzwelt, deren digitale Vernetzung in den 1980er Jahren begann. Immer leistungsstärkere Server gelangen seither zum Einsatz. Zu den jüngeren Entwicklungen im digitalisierten Finanzsektor zählt der umstrittene Hochfrequenzhandel auf der Basis programmierter Algorithmen, bei dem Rechnerkapazitäten und Datenübertragungsgeschwindigkeit für die Gewinnaussichten maßgeblich sind.
In der durch die Digitale Revolution veränderten Wirtschaftsweise können Unternehmensgewinne zum Teil auch ohne gesamtwirtschaftliches Wachstum steigen. Das trägt wesentlich dazu bei, dass die Lohnquote seit Mitte der 1980er Jahre sinkt, da durch Verbilligung der Investitionsgüter die Schwellen für die Ersetzung von Arbeitskraft durch digitale Technologie gesunken sind. Eine Aufteilungsquote von 70 % Lohneinkommen zu 30 % Kapitaleinkommen war viele Jahre lang bis in die 1970er Jahre konstant. John Maynard Keynes sprach in diesem Zusammenhang von einem „ökonomischen Wunder“. Diese Aufteilungsregel gilt heute nicht mehr: Im Jahr 2015 betrug die weltweite Lohnquote nur noch 58 %, was begleitet ist von einer Schwächung der Angebotsposition der Arbeitnehmer. Ein Gesamtbild muss jedoch alle Sektoren der Gesellschaft in den Blick nehmen und fragen, wie deren Entwicklung mit der Digitalen Revolution verknüpft ist. Ob der von Dan Schiller geprägte Begriff des „digitalen Kapitalismus“ analytisch geeignet ist, die veränderte Funktionsweise der Gesellschaft abzubilden, wird derzeit diskutiert. Philipp Staab stellt zwei Folgen der digitalen Revolution in den Vordergrund: die Vermachtung proprietärer Märkte, die den großen Internetunternehmen „gehören“, und allgegenwärtige Zugangskontrollen zu diesen Märkten und Plattformen einschließlich der Kontrolle ihrer User.
Erik Brynjolfsson und Andrew McAfee von der MIT Sloan School of Management nahmen frühere optimistische Vorannahmen zu den wirtschaftlichen Folgen der Digitalisierung 2015 teilweise wieder zurück: „In den 80er Jahren geriet das Wachstum des durchschnittlichen [US-]Haushaltseinkommens ins Stottern. In den vergangenen 15 Jahren war es sogar negativ. Inflationsbereinigt verdient ein amerikanischer Privathaushalt in der Mitte der Einkommensverteilungskurve heute weniger als 1998 – selbst unter Berücksichtigung von Veränderungen der Haushaltsgröße. Auch das Beschäftigungswachstum in der Privatwirtschaft hat nachgelassen […] Dieses Phänomen bezeichnen wir als die große Abkopplung. […] Der gesamtwirtschaftliche Reichtum im Sinne von Bruttoinlandsprodukt (BIP) und Produktivität setzt den Aufwärtstrend fort, während es mit dem Einkommen und den Karriereaussichten für die typischen Arbeitnehmer bergab geht. So etwas haben wir noch nie erlebt seit 30 Jahren.“ Dieser Trend gelte auch für Schweden, Finnland und Deutschland, wenn auch nicht im gleichen Maße wie in den USA. „Die Mittelschicht wird weiter schrumpfen, Wachstum werden wir ganz unten und ganz oben erleben. Brillante Manager, Unternehmer, Investoren und Schriftsteller profitieren. Yo-Yo Ma wird wohl kaum demnächst durch einen Roboter ersetzt werden, aber die Nummer 100 unter den Cellisten dieser Welt würde ich zumindest aus finanzieller Sicht nicht sein wollen.“
Die Frage nach der Entstehung und Verwendung von digitalem, allgemein verfügbaren Wissen durch freiwillige, unbezahlte Arbeit in sozialen Medien oder Wikis wirft für die marxistische Forschungstradition auch die Folgefrage auf, ob und unter welchen Voraussetzungen es sich dabei um produktive oder unproduktive Arbeit handelt, wie diese bewertet und wie diese Form der Wissensgenerierung in und außerhalb von Organisationen kontrolliert und angeleitet werden kann, um als produktiv gelten zu können.

### Regulatorische Aspekte
Die digitale Revolution wurde wesentlich von neoliberalen Konzepten der Deregulierung vorangetrieben. Wichtige Voraussetzungen bildeten die Privatisierung der Telekommunikationsnetze und die Kommerzialisierung des Internets. Das Ziel der Deregulierung der Telekommunikation war zunächst die Beschränkung der Monopolmacht der großen Telekomkonzerne, die in Europa meist in staatlicher Hand waren und wegen ihrer den Wettbewerb verhindernden Rolle auch als Preistreiber und Hindernis der technischen Entwicklung galten. Auch in den USA wurden Netze privatisiert. 1990 wurde das von der US-Regierung finanzierte ARPAnet, das wichtigste Vorgängernetz des Internets, abgeschaltet, dafür wurden private Netzprovider und Informationsanbieter in das Internet hineingenommen.
Im World Wide Web löste sich die zuvor enge Verbindung von Software und Information auf. Die Netzbetreiber waren künftig nur noch für den Transport von Daten, aber nicht mehr für den Inhalt zuständig und verantwortlich. Mit dem Web 2.0 wurde der Enduser in die Erstellung von Inhalten eingebunden, die faktisch nicht mehr kontrolliert werden konnten. Mit dieser Deregulierung war die Grundlage für den raschen Aufstieg der großen Internetkonzerne wie Google gegeben, die sich ihre eigenen Marktplätze schufen. So hatte Google im Januar 2019 mit ca. 90 Prozent einen Marktanteil bei der Internetsuche, Facebook einen Anteil von fast 70 Prozent bei den sozialen Netzwerken. Allerdings konkurrieren diese Konzerne untereinander und mit anderen nach wie vor hart um die Werbeeinnahmen, aus denen sie sich größtenteils noch finanzieren.
Um die Jahrtausendwende lagen somit gesellschaftliche Bedürfnisse und die technischen Voraussetzungen für die Entstehung einer digitalen Plattformökonomie vor: Käufer und Verkäufer trafen sich auf Handelsplattformen wie Amazon, Suchende und Werbetreibende begegneten sich auf Suchmaschinen, Selbständige mit Auftraggebern auf Freelancer- und Projektseiten, Fahrer und Transportbedürftige auf Taxi-Plattformen, Arbeitgeber und Arbeitsuchende auf Jobbörsen usw. Je mehr Anbieter von Waren, Dienstleistungen oder Informationen sich auf einer solchen Plattform befinden, desto größer sind Auswahl, Transparenz und Preiskonkurrenz; und je mehr Kunden auf eine digitale Plattform zugreifen, desto mehr Anbieter werden vor ihr angezogen, wobei die Transaktionskosten geringer sind als auf traditionellen Märkten. Die Stärke des Modells liegt nicht mehr in der kosteneffizienten Produktion und Steigerung der Arbeitsproduktivität, als vielmehr in der Rationalisierung der Distribution von materiellen und immateriellen Gütern. Wegen steigender switching-costs wird es aber immer schwieriger für Anbieter und Kunden, die Plattform zu wechseln, d. h. die Marktplätze werden zu proprietären, quasi-monopolistischen Märkten. Natürlich gab es schon vor der Internetzeit digitale Plattformen wie etwa die elektronischen Börsenhandelssysteme, doch das Internet senkte die Zugangsschwelle auch für Privatkunden erheblich und schuf die Möglichkeit, dass die digitalen Marktplätze international rasch expandierten und nur die am schnellsten wachsenden überlebten.
Die oft kritisierte demokratieschädigende Vermachtung der digitalen Netzökonomie erfolgte also über marktförmige Prozesse: Die großen Internetkonzerne werden zu Maklern, die man bei Käufen und Verkäufen kaum umgehen kann. Sie erwirtschaften ihre Profite aus dem Besitz der Märkte in Form von Provisionen. Damit verschiebt sich die Verteilung des Profits von den Produzenten hin zu den Internetunternehmen. Da die Netze fast von Anfang an grenzüberschreitend arbeiteten, entfiel ein (nationaler) juristischer und institutioneller Ordnungsrahmen, der ihre Neutralität verbürgte, z. B. hinsichtlich der Geschwindigkeit und Priorisierung der Datenübertragung, beim Hochfrequenzhandel an der Börse oder beim Ranking der gesuchten Objekte in Suchmaschinen oder im Onlinehandel, das durch intransparente Algorithmen gesteuert wird. Der Unterschied zu einer vom Lieferanten erkauften oder durch dessen Marktstellung veranlassten bevorzugten Präsentation einer Ware im Supermarktregal ist, dass diese vom Lieferanten überwacht und in der Regel rasch erkannt wird, während der Kunde meist auf andere Läden ausweichen kann.
Aus diesem Modell, das Staab einen „privatisierten Merkantilismus“ nennt, fiel China von Anfang an weitgehend heraus, das zahlreiche populäre Websites wie youtube gesperrt hat und dafür Eigenentwicklungen fördert, die jedoch zensiert werden.
Spätestens nach der Finanzkrise 2009 und aufgrund der nachfolgenden sozialen und politischen Verwerfungen entstand insbesondere in Europa ein Unbehagen an einem weiterhin unregulierten Wachstum der Netzindustrien. Schon 2010 hatte EU-Wettbewerbskommissar Joaquín Almunia ein Verfahren gegen Google wegen Missbrauchs seiner Monopolstellung eröffnet, das von der Nachfolgerin Margrethe Vestager seit 2014 entschiedener betrieben wurde. In der Folge rückte die EU-Kommission die Plattformökonomie in den Fokus ihrer Wettbewerbspolitik auf digitalen Märkten. Ausgangspunkt waren die zahlreichen Konflikte, die entstehen, wenn Nutzer oder Geschäftspartner sich den für sie ungünstigen Geschäftspraktiken einer scheinbar übermächtigen Internetplattform ausgeliefert sehen. So kritisierte die EU-Kommission an der Google-Praxis die Bevorzugung von Links, die auf die Google-eigenen Dienste verweisen, im Vergleich zu Konkurrenzdiensten, ferner die Nutzung von urheberrechtlich geschütztem Material Dritter ohne deren Zustimmung, sodann Verträge, die Dritte dazu verpflichteten, (fast) alle Online-Suchanzeigen von Google zu übernehmen, und schließlich die vertragliche Einschränkung der Übertragung von Werbekampagnen auf andere Onlinesuchplattformen. Herkömmliche Monopoltheorien und die entsprechende (Kartell-)Gesetzgebung greifen wegen der großen Dynamik des Sektors oft zu kurz, weil sie auf stabilere, langfristigere Monopolsituationen ausgerichtet sind. Neuere ökonomische Theorien sprechen in diesem Zusammenhang auch von temporären Monopolen. So bestrafte Amazon Verlage, die sich weigerten, höhere Rabatte einzuräumen, kurzfristig mit verzögerter Auslieferung.
Da die EU für die Handelspolitik zuständig ist, fokussiert sich die Diskussion in Deutschland vor allem auf die Einspeisung von Inhalten ins Netz, was durch einen Medienstaatsvertrag neu reguliert werden soll. Dieser Vertrag soll 2020 in Kraft treten. Er zielt auch auf Plattformen ab, die keine eigenen Inhalte herstellen, aber publizistische Angebote von Dritten aufbereiten wie Google und Facebook. Im Audiobereich könnten auch Spotify und Amazons Alexa betroffen sein. Auch scheint ein Regulierungsbedarf für Bewertungsplattformen zu bestehen, gegen die immer häufiger Klagen angestrengt wurden, wie zum Beispiel in Bezug auf Jameda, dem u. a. eine Bevorzugung der Premiumkunden unter den Ärzten vorgeworfen wurde. Insgesamt steht derzeit die Verhinderung der Diskriminierung von Privatpersonen im Fokus regulatorischer Aktivitäten in Deutschland, während die unterschiedliche Behandlung von Geschäftskunden von diesen oft klaglos hingenommen wird.
Ein spezielles Thema stellt die Internetkriminalität dar. Für seinen von HP Enterprise Security gesponserten Bericht 2014 zu den Kosten der Internetkriminalität befragte das Ponemon Institute ein in einem branchenübergreifenden Sample 46 Betrieben in Deutschland. Die Umfrage ergab eine durchschnittliche Schadenhöhe von 6,1 Mio. €, mit einer Spannbreite von 425 Tsd. € bis 20,2 Mio. € pro Jahr. Phishing, Social Engineering und Web-Attacken machten mehr als 35 % der Kosten aus.
Die Durchsetzung der Netzneutralität (Trennung der Netzebene von der Ebene der Anwendungen und Dienste) wird in Deutschland von der Bundesnetzagentur überwacht. Dem Schutz vor Hasskriminalität und von Persönlichkeitsrechten soll das Netzwerkdurchsetzungsgesetz von 2017 dienen. Die Fachkonferenz zum Thema „Digitalisierung und Regulierung von Netzindustrien“ des Arbeitskreises „Regulierung in Netzindustrien“ am 31. Mai 2016 markierte den Beginn einer breiteren öffentlichen Debatte, die erstmals die disruptiven Aspekte der Vernetzung in den Mittelpunkt rückte.
Die internationalen Erfahrungen des Lockdowns während der COVID-19-Pandemie zeigen, dass die großen amerikanischen Tech-Konzerne Google, Amazon, Facebook, Apple und Microsoft (die GAFAM) im Unterschied zu vielen Konzernen traditioneller Branchen von der Krise profitierten. Die GAFAM-Unternehmen, die zusammen über Bargeldreserven von rund 560 Milliarden US-Dollar (mehr als das Bruttoinlandsprodukt Schwedens) verfügen, schufen 2020 weltweit Zehntausende neuer Stellen. So verbesserte sich durch die Krise Amazons Wettbewerbsposition gegenüber dem stationären Handel sowohl in den USA als auch in Deutschland.

## Arbeitswelt
Durch Digitalisierung und Vernetzung wird die Abgrenzung des Systems „Unternehmen“ nach außen durchlässiger. Arbeit wird dadurch innerhalb und außerhalb der formalen Grenzen der Unternehmen zunehmend austauschbar (siehe Entgrenzung der Arbeit). Der Sitz von Kontroll- und Entscheidungszentren von Unternehmen wird tendenziell frei wählbar, wobei das gewachsene System der Regulation von Arbeit teilweise obsolet wird. Telearbeit, mobile Arbeit und Plattformarbeit gewinnen zunehmend an Bedeutung. Die Digitalisierung überbrückt die Kluft zwischen technischem und sozialem System, sie dringt immer stärker in die symbolische Kommunikation im Arbeitsprozess ein, trägt aber zu deren Regelhaftigkeit und Formalisierung und damit zur Entmischung regelgebundener und kreativer Arbeit bei, ohne die Rolle der menschlichen Kreativität vollständig übernehmen zu können.
Für die Menschen in den technologisch fortgeschrittenen Staaten erzeugt die Digitale Revolution neue Herausforderungen hinsichtlich der beruflichen Qualifikation und der Flexibilität im Erwerbsleben: „Der einmal erlernte Beruf ändert sich unter den Händen der Arbeitenden.“ Wer in den 1970er Jahren Informatik studiert habe oder in der Industrie ausgebildet worden sei, finde sich in einer völlig umgestalteten Arbeitswelt wieder, ebenso wie der Paketbote, Biologe oder Romanautor. „Mal ist es die Digitalisierung der Arbeitsmittel wie der programmierten CNC-Fräsen, mal der Einzug der Robotik in die Autoindustrie, dann die Vernetzung der wissenschaftlichen Gemeinschaft über den ganzen Globus hinweg oder auch der Einzug der Navigationsgeräte in die Taxen.“
Eine Studie zeigt jedoch, dass die industriellen Arbeitsplätze von Frauen in der derzeitigen Phase der Digitalisierung noch weniger betroffen sind als die der Männer. Sie scheinen als eine Art Flexibilitätspotenzial oder als ‚Lückenbüßerinnen‘ der technischen Entwicklung zu dienen.
Das Institut für Arbeitsmarkt- und Berufsforschung (IAB) entwickelte 2016 einen „Job-Futuromaten“, der u. a. die künftigen Automatisierungspotentiale einzelner Berufe prognostiziert. Für Bäcker wie für Anlagenmechaniker beispielsweise werden damit zwischen 91 und 100 Prozent Automatisierbarkeit vorhergesagt. „Ähnlich stark gefährdet sind laut dem Programm: Steuerfachangestellte, Buchhalter, Kassierer, Korrektoren und Gabelstaplerfahrer.“ Unter dem Eindruck der Entkopplung von Beschäftigung und Konjunkturlage befürwortet der Soziologe Claus Offe ein Bürgergeld/Grundeinkommen.
3,4 Millionen Stellen könnten in den kommenden fünf Jahren ab 2018 nach Angaben des Branchenverbands Bitkom in Deutschland allein durch die Digitalisierung wegfallen: „Angesichts von aktuell knapp 33 Millionen sozialversicherungspflichtig Beschäftigten entspräche das mehr als jeder zehnten Stelle. Jedes vierte Unternehmen mit mehr als 20 Mitarbeitern sieht sich durch die Digitalisierung gar in seiner Existenz bedroht. Dies geht aus einer Umfrage des Verbands unter 500 Unternehmen quer durch alle Branchen hervor.“
Für die USA wurden 2013 verschiedene Entwicklungen wie zum Beispiel die Robotergesteuerte Prozessautomatisierung (RPA) anhand von rund 700 Berufsbildern untersucht. Demnach könnten rund 47 % der Arbeitsplätze durch die Automatisierung wegfallen.

## Ökologische Aspekte
Die Digitale Revolution hat theoretisch das Potenzial zur Steigerung der Material- und Energieeffizienz von Produktion, Distribution und Konsum, ist aber bisher nicht nachhaltig. Effizienzgewinne in der Produktion werden durch Mehrverbrauch in der Konsumtion zunichtegemacht (sog. Reboundeffekt). An verschiedenen Beispielen werden häufiger negative als positive Aspekte diskutiert.
So entstehen durch die kurzen Innovationszyklen und die damit verbundene Wegwerfmentalität (siehe Elektroschrott) erhebliche Umweltprobleme, beispielsweise auch bei der Verwendung der Metalle der Seltenen Erden. Nach Angaben des Deutschen Naturschutzrings lagern um 2018 in Tablets 40.000 Tonnen Aluminium, 30.000 Tonnen Kupfer und 11.000 Tonnen Kobalt. 2014 urteilte Eva Wolfangel, Mitarbeiterin bei Spektrum der Wissenschaft, dass derzeit an „Handys und Tablet-PCs […] nichts nachhaltig“ sei. Jedoch gäbe es Alternativen wie etwa das Fairphone.
Das für die Herstellung der Lithium-Ionen-Akkus notwendige Metall Lithium hat an der Erdkruste einen Anteil von etwa 0,002 bis 0,006 % seine Gewinnung galt im Jahr 2011 wegen der stark streuenden Fundorte als schwierig. Es kann nach Schätzungen aus dem Jahr 2012 in ausreichenden Mengen gewonnen werden. Nach neueren Untersuchungen reichen die Vorkommen aus, um auch den in der Zukunft steigenden Bedarf durch die Digitalisierung zu decken. Auch könne das verwendete Lithium zu 90 % recycelt werden. Für den Rohstoff Kobalt bestehen mittlerweile ebenfalls Verfahren, um dieses zu 95 % zu recyceln.
Auch der Strombedarf der Serverzentren der großen Internetfirmen ist erheblich. Google unterhält eigene Wind- und Solarparks mit einer installierten Kapazität von 2,6 Gigawatt. Das entspricht rund der Kapazität von 1000 Windrädern. Laut Fraunhofer-Institut für System- und Innovationsforschung in Karlsruhe beträgt der Energiebedarf von Rechenzentren in Deutschland etwa 10 bis 15 Terawattstunden, was etwa den CO2-Emissionen des Flugverkehrs in Deutschland entspricht.

## Auswirkungen auf Gesellschaft und Individuen
Neben Wirtschafts- und Arbeitsleben unterliegen auch viele andere Bereiche des privaten, sozialen und öffentlichen Lebens den von der Digitalen Revolution hervorgerufenen Veränderungen und Folgewirkungen. Dies betrifft zwischenmenschliche Interaktionsformen ebenso wie zum Beispiel Mediennutzung, Bildungswesen und wissenschaftliches Forschen. Herkunftsbezogene und familiäre Orientierungspunkte, die über die individuelle Lebenszeit hinaus einen verlässlichen Rahmen bilden, schwinden für viele Menschen im globalisierten und digitalisierten Alltag. Dieser Auflösungszustand, so Zygmunt Baumann, werde durch Konsum als „Kitt“ gefüllt. Gleichzeitig unterstütze die Digitalisierung das Streben nach persönlicher Autonomie und die Entwicklung abgehobener Eliten.

### Datenpreisgabe und Informationsnutzung
Das Internet versetzt alle mit einem anschlussfähigen Gerät Ausgestatteten in die Lage, nahezu überall auf der Welt jederzeit Informationen aller Art abzurufen, zu vergleichen oder eigene Impulse und Beiträge zu versenden. Das in pluralistischen politischen Systemen verfassungsrechtlich verbürgte Grundrecht auf Informations- und Meinungsfreiheit wird – so gesehen – in der Digitalen Revolution auf ein erweitertes Fundament gestellt.
Insbesondere gestattet die Verwendung von Metamedien wie Suchmaschinen und Plattformen, Informationen aus Primärmedien unabhängig vom ursprünglichen Trägermedium auszuwählen, in digitaler Form abzugreifen, zu vergleichen, aufzubereiten und ggf. in veränderter Form zu versenden. Die Algorithmen, mit denen Informationen selektiert und nutzerspezifisch präsentiert werden, sind jedoch für den Durchschnittsnutzer nicht mehr durchschaubar. Um Informationen zu erlangen, muss er selbst zahlreiche persönliche Informationen bis hin zum aktuellen Standort preisgeben. Der Prozess der Selektion und Verdichtung der immer unüberschaubarer werdenden Inhalte primärer Medien wird auch Metamedialisierung genannt.
In liberal-demokratisch verfassten Staaten bzw. Gesellschaften stehen der zunehmenden Datenerfassung durch die in das Alltagsleben integrierten Datenmaschinen der Schutz persönlicher Daten im Sinne des Rechts auf informationelle Selbstbestimmung gegenüber. Private Plattformbetreiber wie die von Google und Facebook verwenden zur Erhebung von Personen- und Nutzungsdaten Techniken des Nudgings und der verdeckten Erhebung von Bewegungsdaten. Nutzern wird versichert, dass ihre verfügbaren Daten gemäß den geltenden gesetzlichen Bestimmungen behandelt würden; zudem werden ihnen diverse Einstellungsmöglichkeiten zur Kontrolle der Sichtbarkeit ihrer Daten angeboten und ihr Einverständnis mit den Nutzungsbedingungen angefordert. Dass diese tatsächlich von vielen zur Kenntnis genommen werden, ist laut Rainer Mühlhoff jedoch als illusorisch anzusehen, „nicht nur weil es Zeit kostet, im falschen Moment daherkommt oder die seitenlangen juristischen Klauseln ein Gefühl der Ohnmacht erzeugen, sondern auch weil es gar keine Möglichkeit gibt, ihnen zu widersprechen – es sei denn, man verzichtet gleich ganz auf die Benutzung des entsprechenden Services.“ Ein dem Staat gegenüber vorhandenes grundsätzliches Misstrauen der Bürger in Bezug auf Datenerhebung bestehe hinsichtlich der eigenen Nutzung kommerzieller Plattformen nicht. Hier entscheide und kontrolliere man ja selbst, welche persönlichen Informationen man diesen Plattformen übermittelt. Unberücksichtigt blieben dabei die Wahrscheinlichkeitsaussagen, die über jedes beliebige Individuum anhand eines Massendatensatzes getroffen werden könnten. Dafür genügen die Daten, die von den Usern tagtäglich freiwillig zur Verfügung gestellt werden, so Mühlhoff, in Verbindung mit den – in Korrelationen mit anderen Usern – abgeleiteten Daten, die daraus gewonnen werden. „Die heute öffentlich geführte Debatte um Datenschutz hingegen fokussiert auf einen liberalistischen Individualismus und verliert damit die fundamentalen Transformationen des Sozialen und Politischen aus den Augen, die die ökonomische, polizeiliche und politische Verwendung von Daten als Massendaten möglich macht.“
Privatheit als zentrale Voraussetzung persönlicher Freiheit ist laut Andreas Mühlen „unter den Bedingungen ubiquitärer Netze schwieriger, komplexer und undurchsichtiger“ als jemals zuvor. Webtracking, unter anderem mit Hilfe von Cookies und der Erfassung von Aktivitäten in sozialen Netzwerken, sei oft nur um den Preis des vollständigen Nutzungsverzichts vermeidbar. „Selbst wenn die jeweiligen Webseitenbetreiber von den großen Analytics-Anbietern vielleicht nur anonymisierte Daten über mich und mein Verhalten im Web erhalten, so laufen doch zumindest bei diesen Anbietern so viele Daten zusammen, dass davon auszugehen ist, dass eine Deanonymisierung entweder leicht vorgenommen werden kann oder letztlich gar nicht mehr notwendig ist, weil schlicht bekannt ist, wer ich bin, und dann einfach zugeordnet werden kann, was ich sonst noch so im Netz unternehme.“ Doch liege es auch an den Konsumenten selbst, die sich zunehmend der digitalen Technologien und Infrastrukturen bedienen, dass vernetzte datensammelnde System und Prozesse immer mehr Alltagsbereiche in öffentlichen und privaten Räumen durchdringen.
Zwar wurde mit der Datenschutz-Grundverordnung eine verbesserte, europäische Regelung geschaffen, doch wurde dabei zum Beispiel kritisiert, dass das Recht auf informationelle Selbstbestimmung einem harmonisierten Wettbewerb entgegenstünde. Zudem zeigte sich am Beispiel des Daten-Leaks bei der Autovermietung Buchbinder, dass es teilweise noch schwere Mängel bei der technischen Umsetzung gibt.

### Wandel der Kommunikationsweisen
Schon in der frühen Phase der Verbreitung digitaler Kommunikationsmedien wurde konstatiert, dass anders als im unmittelbaren Kontakt face to face die Kommunikation mit Interaktionspartnern von eingeschränkten Wahrnehmungs- und Kontrollmöglichkeiten mitbestimmt wird, die etwa Mimik, Gestik und Tonfall betreffen. Sie kann unter diesen Umständen einen unverbindlichen, anonymen Charakter annehmen. So bleibt es fraglich, ob bzw. auf welche Weise hierbei Verbindlichkeit oder Beziehungsnähe und -wärme entstehen können. Diese Defizite können teilweise durch Metakommunikation (z. B. Emoticons) ausgeglichen werden.
Gleichzeitig erweitert sich der Kommunikationsradius erheblich. Das erlaubt die Etablierung globaler Communitys (z. B. internationaler Interessengemeinschaften, Identitätsgruppen oder NGOs) oder privater grenzüberschreitender Informationsnetzwerke bereits mit relativ geringem Aufwand. Internet und Mobiltelefonie werden von Entwicklungspolitikern und Hilfsorganisationen mittlerweile als Bestandteil der Grundbedürfnisse definiert, da diese in wirtschaftlicher und politischer Hinsicht Partizipation förderten. Die erweiterten Filtermöglichkeiten der Kommunikation können jedoch zur Bildung von Informations- und soziokulturellen Blasen führen.
Kommunikation in digitalen Medien erleichtert und fördert nicht nur die Erfassung und Übertragung von Affekten, sondern bringt auch neue Affektdynamiken und Bezugsformen hervor, sei es in den „Echokammern“ der sozialen Netzwerke, sei es durch die Techniken des User Experience Designs oder gefördert durch die affektiven Dynamiken von Memes und Onlineforen. Anja Breljak weist auf zwei gegensätzliche Wirkungsweisen hin: Einerseits führe ein diffuses Gefühl ständiger Beobachtung in digitalen Kommunikationsräumen – in Verbindung mit der Schaffung von Bewertungsanreizen und der öffentlichen Sichtbarkeit solcher Bewertungen – angesichts eines möglichen Ansehensverlusts zu Hemmungen bezüglich des unverstellten persönlichen Ausdrucks, der Erprobungslust und der Risikobereitschaft. Bei regelmäßiger Einübung bewirke solches Verhalten eine Abkühlung der sozialen Beziehungen (Social Cooling). Andererseits herrsche gleichzeitig eine Tendenz zur Überhitzung (Social Heating): „Wenn Fotos, Videos, Nachrichten oder Kommentare viral verbreitet werden, schafft das neben hitzigen Debatten auch politische Realitäten.“ Zugespitzte Titel, schockierende Bilder und Falschnachrichten würden umso weitläufiger durchs Internet katapultiert, je mehr Empörung oder Anteilnahme sie auslösten, je schneller sie geteilt würden. Dabei gelte: „Die Geschwindigkeit von fetzigen Nachrichten, von empörenden Inhalten, egal ob wahr oder falsch, trifft auf eine sehr viel langsamere Aufklärungsarbeit und noch viel langsamere politische Entscheidungsprozeduren.“

### Veränderte Wirkkräfte im medialen Raum
Ähnlich wie die einzelnen Menschen beruflich und privat, stehen öffentlicher Raum und mediale Öffentlichkeit im Wirkungsfeld der Digitalen Revolution. Ihre Auswirkungen erstrecken sich auch auf die politische Praxis und bergen Gefahren für das Recht auf informationelle Selbstbestimmung. Wenn früher Wandel durch Handel ein wirksames Schutzprinzip westlicher Demokratien gewesen sei, so gehe es nun ums Vernetzen „unter demokratischen Prämissen nach westlichen, aufgeklärten Werten“. Die digitale Technik werde unverzichtbar werden und den Lebensalltag immer weiter durchdringen. „Wenn sie im Besitz weniger ist und von ihnen kontrolliert wird, dann steht der Idee einer besseren, digitalen Gesellschaft eine mächtige Dystopie entgegen: der Missbrauch der digitalen Macht.“
Die vormalige Dominanz des Journalismus, der in Zeitungswesen, Rundfunk und Fernsehen, bei öffentlicher Berichterstattung, Meinungsbildung und in seiner politischen Kontrollfunktion eine „vierte Gewalt“ in pluralistischen Systemen bildete, hat das weitgehende Monopol verloren, Informationen massenhaft zu verbreiten. Es ändere sich etwas, so Beckedahl und Lüke, wenn beispielsweise die 56 Sekunden währende Videoaufnahme, die einen Fünfjährigen mit einem Dreijährigen unter dem Titel Charlie bit my finger (Charlie hat mich in den Finger gebissen) zeigt, auf YouTube annähernd 400 Millionen Mal betrachtet werde oder wenn das, „was in irgendeiner Kneipe passiert und besprochen wird“, per Livestream vom Mobiltelefon aus beliebig viele andere Menschen weltweit erreichen könne.
Zunehmend stelle sich auch in den Redaktionen der diversen Medien vorrangig die Frage: „Was klickt?“ Online sei jeder Klick durch einen Nutzer bares Geld wert. „Wer viel angeklickt wird, kann mehr Geld für Werbung verlangen. So will es die Werbebranche, so funktioniert das Geschäftsmodell.“ Den Werbenden sei es egal, neben welchen Inhalten ihre Erzeugnisse auftauchten, ob zusammengewürfelte Bildergalerien, sensationsheischende Antexter oder Rätselspiele: „Mit Journalismus hat dies alles nichts zu tun. Es geht um Klicks, Klicks und nochmals Klicks.“
Journalistische Medien treten immer häufiger zusätzlich oder allein mit Online-Ausgaben auf, die sie als werbungsgestützte Plattformen teils mit ergänzenden Angeboten bestücken. Sie präsentieren sich auch in sozialen Netzwerken wie Facebook und Twitter – im Massenwettbewerb um die Aufmerksamkeit des Publikums. Auch für Politiker geht es nicht mehr allein darum, in den Medien öffentlich aufzutreten, um Beachtung für eigene Positionen und die eigene Person zu wecken. Auch sie betreiben persönliche Webseiten, äußern sich immer öfter auf Blogs bzw. in sozialen Netzwerken und sammeln dort Follower. Wie problematisch der so entstehende öffentliche Raum zum Teil beschaffen ist, zeigt eine in Science publizierte Studie zum viel genutzten Kurznachrichtendienst Twitter. Sie betrifft den englischen Sprachraum und bezieht sich auf den Zeitraum 2006 bis 2017: „Den Forschern zufolge hat unwahrer Inhalt – ein Bild, eine Behauptung oder ein Link zu einem Onlineartikel – eine um 70 Prozent höhere Wahrscheinlichkeit, weiterverbreitet zu werden.“ Am häufigsten betroffen seien politische Inhalte. „Der Schneeballeffekt für Unwahres nahm mit der Zeit zu und war in den US-Wahlkampfjahren 2012 und 2016 besonders stark.“ Ein zum Weiterleiten speziell unwahrer Inhalte anregender Faktor dürfte demzufolge sein, dass diese auf Twitter-Nutzer oft besonders spannend und neuartig wirkten.

### Urheberrechte
Durch die Fortschritte in den digitalen Techniken können immer bessere Kopien, Reproduktionen und sogar Fälschungen hergestellt werden. Urheberrechtsverletzungen und Fälschungen können zu einem erheblichen wirtschaftlichen Schaden führen. So wurde Anfang der 1990er Jahre ein international tätiger Fälscherring in New York entdeckt, der gefälschte Kunstwerke mit einem Verkaufswert von 1,8 Milliarden US-Dollar produziert hatte. In den gleichen Zeitraum fiel die ab 1997 beginnende Krise der Musikindustrie durch die unautorisierten Musikdownloads aus dem Internet, die auf CD-Rohlinge gebrannt und so auch illegal vertrieben werden können. Die Zahl der Rohlinge stieg von 1999 bis 2004 in Deutschland von 58 Millionen auf 303 Millionen, während im gleichen Zeitraum die Zahl bespielter Original-CDs von 210 Millionen auf 146 Millionen zurückging.
Neuartige Urheberrechtsprobleme werfen sog. Metamedien wie Suchmaschinen auf, die Inhalte (Texte, Bilder usw.) aus Primärmedien selektieren, abgreifen, neu kombinieren und verbreiten. Gegen Google Books wurde eine Sammelklage von US-amerikanischen Verlagen und Autoren angestrengt, doch auch aus europäischen Staaten kam Kritik am Verhalten des Google-Konzerns. Medien berichten von einem „schleichenden Niedergang der Buchbranche“.
Ein weiteres Urheberrechtsproblem finden sich im 3D-Druck: Mit der Erstellung einer 3D-Druckvorlage (in der Regel in Form einer digitalen Vorlage oder CAD-Konstruktion) liegt ein Werk im Sinne des Urhebergesetzes vor und ist geschützt. Der Herstellung einer solchen Vorlage durch einen 3D-Druck stellt eine Vervielfältigung dar. Ein unrechtmäßiger Verkauf durch Dritte (bzw. ohne Einwilligung des Urhebers) kann einen Verstoß gegen das Urhebergesetz darstellen.

### Politische Komplikationen
Für die Aushandlung und Gestaltung von Politik setzt die Digitale Revolution stark veränderte Rahmenbedingungen. Von der Konkurrenz des Internets bedroht, so die Einschätzung von Bernhard Pörksen und Wolfgang Krischke, „untergraben klassische Medien im Wettlauf um Quoten und Auflagen die eigene Legitimation durch die Skandalisierung von Politikern und die Trivialisierung der Politik.“ Die politischen Akteure würden durch eine permanent empörungsbereite Öffentlichkeit in die Defensive gezwungen. Es herrsche das Bemühen vor, nicht durch eine unbedachte Äußerung selbst den nächsten Shitstorm „einer lauernden digitalen Normpolizei“ zu provozieren, nicht parteiinterne Differenzen nach außen dringen zu lassen: „Vermeidung, nicht aber programmatische Gestaltung, erscheint als Leitmotiv gegenwärtiger Politik. Offensichtlich fehlen die Ruhezonen der Ideenentwicklung lagerübergreifend und in allen Parteien. Man hetzt voran und lässt sich hetzen.“ Im Wortsinne interne Beratungen gebe es im Zeitalter der „digitalen Überall-Medien und der barrierefreien Geheimnisvermarktung“ kaum noch. Einengung der Diskursmöglichkeiten, Stromlinienförmigkeit des öffentlichen Auftretens und ein rundgeschliffenes Politdeutsch gehörten zu den Folgen.
Die Demokratisierung der Medienwelt durch das Internet zeitigt laut Pörksen jedoch bislang nur wenige Freiheitseffekte. Sie nütze vor allem Populisten und verstärke die sich in ihren Echokammern verkapselnden „Selbstbestätigungsmilieus“. Mit der großen Gereiztheit im digitalen Zeitalter gehe zugleich die Tendenz zu einer Hypersensibilisierung in sprachlichen Fragen einher. Hassrede und übertriebene „Political Correctness“ seien zwei sich gegenseitig befeuernde Erscheinungen gegenwärtiger Debatten. Mit zunehmender sprachlicher Empfindlichkeit werde vor allem auf die hassgetriebene Vergiftung des Diskurses reagiert.
Lügen sind nichts Neues in der Politik, hält Andrea Römmele fest. Doch hätten die Lügner in der Vergangenheit gewusst, dass sie als solche enttarnt würden, wenn bestimmte Fakten ans Licht der Öffentlichkeit kämen, und hätten eine bestimmte Definition von Wahrheit und Fakten als Grundlage des demokratischen Diskurses akzeptiert. Neuerdings hätten Fakten aber ihre Bedeutung als Diskussionsgrundlage verloren und seien zu einem Werkzeug mit flexiblen Anwendungsmöglichkeiten für die Begründung von Weltanschauungen geworden. Fakten- und Bildmanipulationen würden teils nicht nur bewusst für politische Zwecke eingesetzt, sondern auch nach der Enttarnung noch für gerechtfertigt im Dienst der eigenen Sache erklärt. Solcher „Bullshit“ (Harry Frankfurt) blende unwillkommene Fakten einfach aus: „Was die Botschaft bekräftigt ist wahr, was ihr zuwiderläuft, ist falsch. Der Wahrheitsgehalt spielt keine Rolle mehr, politische Debatten verlieren ihre empirische Basis.“ Über die als Motive verbleibenden Weltanschauungen, Gefühle und Werte ließe sich dann kaum noch sinnvoll streiten, weil sie grundsätzlich weder wahr noch falsch seien.

### Digitaler Kolonialismus
Als „digitaler Kolonialismus“ werden Strategien bezeichnet, durch die der Internetzugang in Drittwelt- und Schwellenländern oder für arme Bevölkerungsgruppen über eine Smartphone-App gebührenfrei durch soziale Medien organisiert wird. Das Netzwerk – in den meisten Fällen ist es Facebook mit seinem in 65 Ländern angebotenen Dienst Free Basics – trifft dabei eine Auswahl, auf welche Internetangebote die Nutzer kostenlosen Zugriff erhalten. Kritiker monieren, dass dabei lokale Sprachen und Websites weitgehend ausgeklammert, die Nutzer mit einer Flut von Diensten privater Unternehmen aus den USA überschwemmt und große Mengen an Metadaten gesammelt werden. Die Prinzipien der Netzneutralität würden dadurch verletzt, dass meist nur ein Dienst pro Sparte (wie Wettervorhersage, Nachrichten, Suchmaschine, Ratgeber für Schwangere und Eltern oder Sport) angeboten werde. Oft würden nur Überschriften präsentiert; bei Interesse müsse man Datenvolumen hinzukaufen. Außerdem gibt es kein E-Mail-Programm. Hier reproduziere sich die technologische Spaltung der Welt, die seit dem 16. Jahrhundert zu einer Abhängigkeit eines großen Teils der Menschheit von den Technologien der Kolonialmächte geführt habe. Der digitale Kolonialismus beschreibe der guatemaltekische Menschenrechtsanwältin Renata Avila zufolge „eine neue, quasi-imperiale Machtstruktur, die von dominanten Mächten einer großen Anzahl an Menschen ohne deren Einverständnis auferlegt wird“. So wies die US-Regierung im Herbst 2019 als Reaktion auf die Unruhen in Venezuela die amerikanische Firma Adobe an, die Cloud-Dienste in dem südamerikanischen Land zu sperren. Der Techniksoziologe Michael Kwet bezeichnet mit digitalem Kolonialismus die Gesamtheit der Vorhaben der US-Konzerne wie Google, Amazon und Facebook, die darauf abzielten, die Kontrolle über das „digitale Ökosystem“ und den kompletten Datenverkehr vor allem in Afrika, aber auch in anderen Ländern zu erlangen.

### Sozialisation, Bildungswesen und Gesundheit
Die Sozialpsychologin und Soziologin Catarina Katzer sieht die individuelle Identitätsbildung durch das Internet stark verändert. „Wir bewegen uns heute in zwei gleichwertigen nebeneinander existierenden Lebensräumen, in unserer Offline- und unserer Online-Welt.“ Das Netz ermögliche zum ersten Mal das Erschaffen von Identitäten in virtuellen Räumen. „Und diese Identitäten sind »echt«, denn wir selbst füllen sie mit Leben. […] Als Referenzpunkte für unsere Meinungen, Einstellungen, Beurteilungen oder konkretes Verhalten ziehen wir eben nicht mehr nur unser reales Umfeld in Schule oder Familie zurate. Vor allem bei der Frage, wer bin ich und wer will ich sein, was ist richtig und was ist falsch, orientieren wir uns immer stärker an Personen, den Peers, die wir im Netz treffen und mit denen wir connected sind.“ Dies gelte insbesondere für Kindheit und Jugend, den Phasen mit der stärksten prägenden Wirkung für die Identitätsfindung.
Für Markus Beckedahl und Falk Lüke relativiert sich in der digitalen Gesellschaft die Bedeutung der Grundfertigkeiten Lesen, Schreiben und Rechnen für das Bildungswesen. Nötig dazu komme heute als vierte Komponente das Methodenwissen als „Kompetenzkompetenz“: „Wenn man weiß, wie man sich Wissen erschließen kann, muss man es nicht im Kopf haben.“ Es stelle sich die Frage, wie wir als Gesellschaft damit umgehen wollen, „dass einmal gelerntes Wissen uns nicht mehr durch das Leben bringt“. Das ungleiche Wissen um die Nutzung digitaler Technik werde zum Problem, wenn ganze gesellschaftliche Gruppen kaum Chancen hätten, sich damit angemessen zu befassen, sei es wegen Mängeln der Netzinfrastruktur oder -geschwindigkeit, sei es aufgrund geringer Bildungschancen oder wegen fehlender finanzieller Eigenmittel: „Dann gibt es diejenigen, die können und haben und damit für die Zukunft gerüstet sind. Und diejenigen, die chancenlos sind. […] Wenn ein Kind einer Geringverdienerfamilie nicht lernt, einen Computer zu benutzen, dann ist das für seine Zukunft eine inakzeptabel große Hypothek. […] Digitalisierung, Automatisierung und Vernetzung werden manche herkömmliche Struktur, manche Berufsbilder und vielleicht sogar Einkommensformen grundsätzlich in Frage stellen. Nur wer das sieht, kann diesen Wandel auch gestalten. Wer es hingegen ignoriert, wird von diesem früher oder später überrollt werden.“
Der Psychiater und Hirnforscher Manfred Spitzer warnt mit Blick auf erkennbare sensomotorische Entwicklungsdefizite und depressionsträchtige psychosoziale Folgeerscheinungen des Gebrauchs elektronischer Kommunikationsgeräte speziell im Kindes- und Jugendalter vor Unterforderung der Hirnfunktionen und „digitaler Demenz“. Unter Berufung auf wissenschaftliche Studien, die negative Auswirkungen beim Einsatz neuer Medien in der Schule aufzeigten, wendet Spitzer sich gegen „digitale Klassenzimmer“ und gegen Vorstellungen, dass Kinder am besten schon in der Grundschule mit dem Programmieren von Computern vertraut gemacht werden sollten: „Wir tun den Schülern keinen Gefallen, was ihre Gesundheit und ihre Bildung anbelangt, wenn wir Bildungseinrichtungen digitalisieren. Darüber müssen wir uns klar sein. Alles andere ist postfaktische Bildungspolitik.“ Spitzer stößt mit seinen durch mehrere Bücher verbreiteten Warnungen auf deutliche Gegenreaktionen auch in Wissenschaftskreisen. So argumentieren die Medienwissenschaftler Markus Appel und Constanze Schreiner mit Berufung auf meta-analytische Befunde gegen bestimmte seiner Aussagen und gelangen zu dem Fazit: „Die vorliegende Erwiderung enthält wissenschaftlich nicht oder kaum haltbaren Behauptungen. Diese sind dazu geeignet, inkorrekte Informationen und Halbwahrheiten über menschliches Erleben und Verhalten im Umgang mit Medien in der Öffentlichkeit zu verbreiten. In Summe wird deutlich: Die einseitige Perspektive von Spitzer verunklart den Blick auf die Chancen und Risiken des Lebens in einer digitalen Welt.“
Katzer wiederum weist auf Befunde aus den USA hin, wonach immer mehr Jugendlichen sich einsam fühlen – trotz ihrer starken Vernetzung und ihrer durchschnittlich 250 „Online-Buddys“. Das subjektive Wohlbefinden junger Facebook-User gehe eher zurück, als dass es sich verbessere. Vor allem auf die Offenheit und Ungeklärtheit bestimmter Weichenstellungen weist der Naturwissenschaftler und Pädagoge Salman Ansari hin: „Die Sinnhaftigkeit der Medien für schulische Lernprozesse ist noch gar nicht hinreichend erforscht. Gleichwohl wird der Einsatz von Medien propagiert. Die Kinder und Jugendlichen sollen das Programmieren lernen, mit Robotern umgehen und so weiter.“

#### Mimetische Rivalität und Influencer-Boom
Die sozialen Medien werden zum „Resonanzraum der Nachahmung par excellence“. Das bezieht sich nicht nur auf die erweiterten Möglichkeiten zum einfachen und schnellen Kopieren und Teilen von Inhalten. Das Internet wird darüber hinaus zum Instrument der „mimetischen Konkurrenz“. René Girard bezeichnet mit diesem Begriff das nachahmende Begehren im Kampf um gemeinsam begehrte Objekte (siehe Mimetische Theorie). Er postuliert, dass wir Menschen – sofern die Grundbedürfnisse gedeckt sind – Dinge nicht mehr um ihretwillen begehren, sondern weil sie von anderen begehrt werden. Das fördere einerseits Enkulturations- und Lernprozesse, andererseits die Nachahmung von und die Fixierung auf Autoritäten (der Popkultur usw.).
Die unterdessen viel geübte Praxis der ständigen Selbstdarstellung in den Social Media schafft darüber hinaus einen Druck zur Darstellung auch des eigenen Lebens, das zum Designobjekt wird, und verstärkt die Inszenierungsspirale durch Selfies und Körperkult. 39 Prozent der befragten Jugendlichen gaben in einer vom Marktforschungsinstitut IKW in Auftrag gegebenen Studie an, wöchentlich Selfies zu machen, 26 Prozent machten sie täglich, 14 Prozent sogar mehrmals täglich. Sie kontrollieren dabei jedes einzelne Bild bis ins Detail, um möglichst viele Likes zu erzielen. 30 Prozent der jungen Menschen sehen das Berühmtwerden neuerdings als explizites Lebensziel, gut doppelt so viele wie 10 Jahre zuvor.
Diesbezügliche Vorbilder aus dem eigenen Altersumfeld sind die oft noch jugendlichen Influencer. Einfluss gewinnen diese jungen Leute dadurch, dass sie in sozialen Medien wie YouTube und Instagram für ihre Selbstdarstellung eine ungewöhnlich hohe Zahl an Followern angesammelt haben. So werden sie zu Stars der einschlägigen Netzszene und auch für die Werbewirtschaft interessant. Sie erreichen zum Teil ein Millionenpublikum, indem sie sich und ihr Leben in die Öffentlichkeit tragen und in ihrer Peergroup-Ansprache und -Kontaktpflege nahbarer wirken als herkömmliche Prominente. Laut einer Kinder- und Jugendstudie des Branchenverbandes Bitkom sind Influencer unter Jugendlichen mittlerweile beliebter als Schauspieler und Sportler.
Ihren Followern gelten sie ähnlich vertrauenswürdig wie Familienmitglieder und Freunde. Damit sind sie als Mittler bei ihrer Klientel für die Werbebranche wirksamer als jedes Model oder jeder Prominente. „Influencer stehen mit der neuesten Fotokamera von Canon vor einem Tempel in Thailand. Influencer posieren in einem Mantel von Prada vor dem Eiffelturm in Paris, lehnen sich im Bikini der Marke Missoni am Strand von Saint-Tropez an eine Palme oder liegen zu Hause mit einer Flasche Waschmittel von Coral im Bett.“ Der Wert eines gesponserten Fotos auf Instagram bemisst sich nach Reichweite und Interaktionsrate: „Je mehr Follower ein Influencer hat und je mehr Likes und Kommentare seine Fotos sammeln, desto mehr Geld kann er dafür verlangen.“ Laut Bitkom-Studie sieht jeder zweite unter den befragten Jugendlichen das Gebaren von Influencern als normale Berufstätigkeit an – und jeder dritte wäre gern selbst einer.

#### Gegenwartsorientierung, Raum- und Zeitwahrnehmung, Gedächtnis
Kritiker behaupten, eine starke Gegenwartsorientierung, die oft mit Hedonismus und gesundheitsgefährdendem (z. B. Sucht-)Verhalten einhergeht, werde durch exzessive Nutzung sozialer Medien gefördert. Die schnelle Aktualisierung der Inhalte im Internet führe zu immer schnellerer Obsoleszenz des Vergangenen. Auch die Streamingdienste förderten die Gegenwartsorientierung: das Individuum sei permanent von Musik umgeben. Infolge der starken Gegenwartsorientierung gehe auch der Bezug auf die Zukunft verloren.
Das Parallelerleben von Real- und virtueller Online-Welt samt häufigem Wechsel zwischen diesen beiden erzeugt laut Carina Katzer zahlreiche Wechselwirkungen für individuelle Wahrnehmungsprozesse, für Rezeption und Erinnerung. Auch Raum- und Zeitwahrnehmung veränderten sich. „Und Kontrollverlust, Überforderung, Abschweifen und Unkonzentriertheit, Ablenkung vom Wesentlichen, das Gefühl, sich im virtuellen Garten zu verlieren, oder die Angst, etwas zu verpassen – sind Folgen des Hypes, ständig vernetzt zu sein.“
Mehr und mehr, so neuere Studien, ersetzen Computeranwendungen und Internet diverse Lern- und Gedächtnisleistungen, die Menschen zu ihrer Orientierung vordem nötig hatten. Navigationsgeräte treten an die Stelle erlernter Fähigkeiten zu räumlicher Orientierung; jederzeit mögliche Internetabfragen vermindern das Interesse am Erwerb eigener Wissensvorräte. Werde das Internet immer stärker als Gedächtnisersatz gebraucht, so Katzer, bestehe die Gefahr, dass das Langzeitgedächtnis Schaden nehme. Damit stehe aber auch die Fähigkeit auf dem Spiel, komplexe Zusammenhänge zu verstehen.

#### Soziale Wirkungen und psychische Gesundheit
Eine für 33 Millionen Erwerbstätige in Deutschland repräsentative Studie des Center for Disability and Integration der Universität St. Gallen im Auftrag der Barmer GEK zeigte weder eindeutig positive noch negative Auswirkungen der Digitalisierung am Arbeitsplatz auf die Gesundheit. Auch zeigten sich nur geringe Unterschiede zwischen den Altersgruppen in der Wahrnehmung der Digitalisierung und ihrer Auswirkungen. Insgesamt standen die Befragten der Digitalisierung optimistisch gegenüber; nur die wenigsten befürchteten, ihren Arbeitsplatz aufgrund der Digitalisierung zu verlieren. Alle Berufsgruppen scheinen zumindest in gewissem Masse von der Digitalisierung erfasst. Bei den Branchen bildet der Bereich IT/Computer/Software/Internet/Datenverarbeitung den Spitzenreiter und die Reinigung/Entsorgung das Schlusslicht. Während die tatsächlichen Krankentage kaum beeinflusst scheinen, ergeben sich unerwünschte Zusammenhänge mit emotionaler Erschöpfung und Konflikten zwischen Arbeit und Familienleben.
Der Gesundheitsreport des Bundesverbands der Betriebskrankenkassen (BKK) von 2017 konstatiert, dass 40 Prozent der Befragten ihre Tätigkeiten mit Hilfe digitaler Technologien schneller erledigen und mehrere Aufgaben zugleich bearbeiten können (Multitasking). Darin sehen Experten eine Gefahr: Beschleunigung und Multitasking erhöhen den Stress ebenso wie die Erwartungshaltung, ständig kontaktbereit sein zu müssen. Während 2006 zehn Prozent aller Krankschreibungen als Ursache ein psychisches Leiden hatten, waren es im Jahr 2016 16 Prozent. Allerdings ist es schwierig, die Effekte von Arbeitsverdichtung, Digitalisierung und nicht mit der Arbeitssituation verbundenen Faktoren zu isolieren. Der Neurobiologe Martin Korte verweist auf Untersuchungsergebnisse, die gezeigt hätten, dass der Internetgebrauch die analytischen Fähigkeiten, die Geschwindigkeit der Bildverarbeitung im Gehirn und die Fähigkeit zum Multitasking verbessere; beeinträchtigt werde aber die gezielte Aufmerksamkeit für die jeweilige Hauptaufgabe und damit die Effektivität der Aufgabenbearbeitung: „Wer sich also auf Multitasking konditioniert, zahlt einen hohen Preis: Die Fehleranfälligkeit seines Denkens und Handels wird sehr groß (schnell ist noch lange nicht korrekt), die Konzentrationsspannen werden verkürzt.“ Den im 20. Jahrhundert durchgängig angestiegenen Intelligenzquotienten (Flynn-Effekt) sieht Korte ins Stocken geraten und neuerdings auf dem absteigenden Ast: „Zu viele unserer Aktivitäten in den digitalen Welten scheint unser Belohnungssystem in die Irre zu leiten. Die Konzentrationsfähigkeit wird auf zu kurze Zeiten eingestellt, unsere Sprachkompetenzen verkümmern ebenso wie unsere haptischen Fertigkeiten.“
Den Einfluss der digitalen Techniken auf die sozialen Alltagsinteraktionen der Menschen hält die Soziologin Eva Illouz für immens: „Die alte Kunst, von Angesicht zu Angesicht Beziehungen auszuhandeln, geht verloren. Die Menschen sitzen allein vor ihren digitalen Geräten und zählen die Likes auf ihren Profilen.“ Das Internet zerstöre die traditionellen Orte der Geselligkeit wie Restaurants und Kinos. Nach einer vom Tagesspiegel zitierten Studie der Universität Leipzig sind Paare im Lebensalter zwischen 60 und 70 Jahren sexuell aktiver als Singles zwischen 18 und 32 Jahren, was von den beteiligten Wissenschaftlern auf die beliebige Verfügbarkeit von pornografischem Material im Internet zurückgeführt wird. Illouz sieht auch die Pornografie sich virtualisieren; künftig sei eine zunehmende Bedeutung von Sexrobotern zu erwarten (siehe auch Cybersex).
In einer Studie an der Universität Pittsburgh unter rund 1.800 Amerikanern im Alter zwischen 19 und 32 Jahren wurden psychische Auswirkungen der mit sozialen Medien verbrachten Zeit untersucht. Eines der Ergebnisse war, dass Probanden, die sich täglich mehr als zwei Stunden mit sozialen Medien beschäftigten, eine doppelt so hohe Anfälligkeit für Gefühle sozialer Isolation hatten wie diejenigen, die damit weniger als 30 Minuten verbrachten.
Digital Detox (deutsch: ‚digitale Entgiftung‘) ist ein Ansatz unter manchen Dauernutzern neuer Medien, durch Einübung von Verzicht oder bewusste Abkehr von ihnen, Stress zu vermeiden und Zeit für Erlebnisse und Begegnungen im nichtvirtuellen „wirklichen Leben“ (Real Life) zurückzugewinnen.

#### Reduzierung sensorischer Erfahrung
Die Digitale Revolution hat eine Reihe von Nebenwirkungen, die sich aus der fehlenden Haptik und der infolge dessen reduzierten sensorischen Erfahrung ergeben. Die multisensorische Informationsverarbeitung, wie sie z. B. beim Bücherlesen oder beim handschriflichen Schreiben erfolgt, wird durch digitale Medien eingeschränkt. Zudem lösen physische Objekte oft stärkere emotionale Bindungen aus als flüchtige digitale Inhalte. Das Fehlen haptischer Grenzen (z. B. Gewicht eines Buchs) erschwert das mentale Abschalten. Auch kann die feinmotorische Entwicklung und die Hand-Auge-Koordination sowie die Gedächtnisbildung bei Kindern erschwert werden, während sie durch das Spiel mit physischen Objekten gefördert wird. Aus sozialer Hinsicht geht die Bedeutung nonverbaler Signale, physischer Präsenz und körperlicher Berührungen zurück, was zu emotionalem touch hunger führen kann.
Beim Online-Einkauf wird die Produktwahrnehmung reduziert (Materialqualität, Passform, Gewicht), was zu hohen Retourenquoten führen kann.
Gegenmßnahmen sind ein haptisches Technologiedesign oder die optische Simulation haptischer Eigenschaften von Produkten, ein Mittel, dessen sich bereits die Renaissance-Maler bei der Darstellung kostbarer Stoffe oder Pelze bedienten.

#### Mögliche Gefährdung der Augengesundheit
Zu den Nebenfolgen, die mit der Digitalen Revolution einhergehen, gehört einigen Studien zufolge auch eine zunehmende Kurzsichtigkeit (Myopie). Die dramatischsten Werte diesbezüglich wurden in asiatischen Großstädten erhoben. In Hongkong, Shanghai oder Seoul finde man unter jungen Erwachsenen praktisch keine gesunden Augen mehr; auch in Europa und den Vereinigten Staaten sei mindestens jedes zweite junge Augenpaar betroffen. Anders als früher gilt Myopie heutzutage als langfristige Gefahr für das Sehvermögen.
Neuere Forschungsergebnisse besagen, dass Kurzsichtigkeit sich entwickelt, wenn das Auge zu selten dem Tageslicht ausgesetzt ist und zu oft auf Nahsicht fokussiert wird. Während im Freien an sonnigen Tagen auch im Schatten mit einer Lichtstärke von 10.000 Lux zu rechnen ist, sind es in einem Klassenraum oder Kinderzimmer typischerweise nur 500 Lux. Die Zeit, die Kinder im Freien verbringen, nimmt aber tendenziell ab. „Am meisten gefährdet sind also jene Stubenhocker, die über Stunden bei mangelhafter Beleuchtung Bücher lesen oder auf den Computerbildschirm oder das Smartphonedisplay starren.“
Die Weltgesundheitsorganisation hat Myopie zu einem globalen Gesundheitsproblem erklärt. Experten begründen die besonders hohe Betroffenenrate in Asien mit den dort rigorosen Schulanforderungen, die besonders lange Verweilzeiten in Innenräumen zur Folge hätten. Während in den 1960er Jahren nur knapp jeder fünfte junge Chinese kurzsichtig gewesen sei, seien es heute über 90 Prozent. Laut dem australischen Myopie-Forscher Ian Morgen sollten Kinder etwa drei Stunden am Tag in einer Lichtstärke von 10.000 Lux bzw. im Freien verbringen, um ihr Myopie-Risiko wirksam zu senken: „So bleibt fürs Erste nur der Rat, dessen Befolgung auch sonst erfreuliche Wirkung zeigt: statt auf den Bildschirm viel öfter mal auf den Horizont zu blicken. Und das bitte im Freien.“

### Implikationen für Forschung und Wissenschaft
Nach Ansicht von Pieter Drenth, Ex-Präsident der All European Academies, hat die Digitale Revolution Fortschritte der Wissenschaft auf verschiedensten Gebieten ermöglicht: Erfolge in der Genom-Entschlüsselung, Voraussagen der Klimaforschung, komplexe Modelle in Physik und Chemie, Nanotechnologie, neurophysiologische Grundlagen der Sprachentwicklung und der kognitiven Funktionen, ökonomische Simulationen sowie vergleichende Studien in Sprach- und Literaturwissenschaften. Eigentlich habe jede wissenschaftliche Disziplin von den Entwicklungen der Computertechnologie profitiert.
Bisher mussten Forschungsergebnisse Filter (sog. gatekeepers) passieren, in denen über die Veröffentlichung oder Nicht-Veröffentlichung entschieden wurde. Heute kann prinzipiell jeder im Internet publizieren. Wissenschaftler können daher bereits fortlaufend über den Forschungsprozess berichten (Open Science), die Daten zugänglich machen, auf denen ihre Befunde basieren (Open Data) oder vorab ihre Ergebnisse veröffentlichen (Pre-Publishing), ohne den Prüfprozess eines Journals durchlaufen zu haben. Auch dieser Prüfprozess kann transparenter gestaltet werden (Open Peer Review). Gleichzeitig forcieren die Möglichkeiten der Online-Kommunikation die Konkurrenz um Erstveröffentlichungen von Forschungsergebnissen: Auf den einschlägigen Servern wird der Eingang von Texten sekundengenau protokolliert. Das führt einerseits dazu, dass die Publikationsflut schneller steigt als die Zahl der Leser der elektronischen Journale und dass oft unzureichend überprüfte Ergebnisse hastig publiziert werden; andererseits verbessern sich die Möglichkeiten der Überprüfung (z. B. auf mögliche Plagiate) durch die wissenschaftlichen Communitys.
Besonders kritisch ist die sich öffnende Kluft zwischen informatischer und geisteswissenschaftlicher Fachkultur. Informatiker versuchen geisteswissenschaftliche Fragestellungen auf handhabbare Formate herunterzubrechen (sog. Digital Humanities wie Stilometrie usw.), doch gibt es bisher kaum erfolgreiche Versuche, hermeneutische Prozesse in maschinenlesbaren Programmen abzubilden. Für Richard David Precht wirkt sich die computerbasierte „Quantifizierung von allem und jedem“ vor allem in Universitäten und Forschungseinrichtungen aus, speziell bei Wirtschafts- und Gesellschaftswissenschaftlern. Ganze Universitätsdisziplinen erscheinen ihm „nahezu lahmgelegt unter der zentnerschweren Last empirischer Forschung.“ Zwar sei unbestritten, dass es Felder gebe, auf denen sinnvoll empirisch zu forschen sei. Verfehlt sei aber „das Diktat des Empirischen“ in den Gesellschaftswissenschaften, das Fächer mit großen Traditionen zu Lieferanten von Zahlen degradiere.

## Diskursaspekte und kritische Reflexion
So vielfältig und weitreichend die von der Digitalen Revolution ausgehenden Veränderungsimpulse sich bei den Individuen und im öffentlichen Raum auswirken, so aspektreich wird der darauf bezogene gesellschaftliche Diskurs geführt. Neue Rahmenbedingungen für menschliche Interaktion, für Sozialisation, Wirtschaft, Politik und Kultur zeichnen sich ab: als vorwiegend verheißungsvoller Fortschritt für die einen, als in den Folgen eher skeptisch zu betrachtendes Geschehen bei anderen. Kritisch beobachtet wird die Entstehung einer digitalen Kluft, die sich in unterschiedlicher Ausprägung sowohl innergesellschaftlich als auch international zeigt. 2007 waren noch weniger als vier Prozent der Menschen in Afrika online. Und Indien beispielsweise stand 2016 zwar auf Platz 2 der Länder mit den meisten Internetnutzern; doch bildeten diese nur knapp 35 Prozent der indischen Bevölkerung.
Der Zukunftsforscher Daniel Dettling deutet den „Megatrend der Digitalisierung“ und ihren „disruptiven Charakter“ als Aufforderung an die Gesellschaft, den Anschluss an diese in Geschwindigkeit und Gleichzeitigkeit der Veränderungen neuartige industrielle Revolution nicht zu verpassen. Im deutschen Bürgertum mache sich eine „digitale Hysterie“ – die Rede ist auch von „German Angst 4.0“ – breit, der zufolge Computer und Handys die Kinder dumm und krank machten. Die Zukunft als Verlängerung der Gegenwart zu denken, werde der neuen Herausforderung jedoch nicht gerecht. Für wegweisend hält Dettling die von Emmanuel Macron eingenommene Haltung zur Künstlichen Intelligenz (KI). Dessen KI-Strategie sehe eine interdisziplinäre Kreuzung aus Mathematik, Sozialwissenschaften, Technologie und Philosophie vor, verbunden mit dem Bekenntnis: „Ich möchte Teil der Disruption sein. Künstliche Intelligenz ist eine politische Revolution. Treiber sollte der Fortschritt für die Menschen sein.“
Chancen für einen durchgreifenden politischen Strukturwandel über das Internet sieht Richard David Precht eher nicht. Eine dafür nötige Bündelung von Themen, wie sie von großen meinungsbildenden Zeitungen in der Vergangenheit geleistet worden seien, werde im Netz nicht möglich sein. „Das Internet segmentiert so stark, dass jeder in seiner eigenen Informationswelt leben kann, aber dadurch wird es auch immer schwieriger, Gemeinsamkeiten herzustellen. Das wird oft kaschiert, weil das Internet das Gefühl kultiviert, durch einen kurzen Klick zu relevanten Entscheidungen beitragen zu können. Aber damit nährt es eine Illusion, denn in Wirklichkeit bleiben die Verhältnisse beim Alten.“ Andererseits sieht Precht in der Digitalen Revolution – dem „zweiten Maschinenzeitalter“ – ökonomische Schmelzprozesse anlaufen und Zeiten kommen, in denen es für viele Menschen keine entlohnte Arbeit mehr gibt – mit problematischen Folgen für ihr Selbstwertgefühl. „Ein kurzer Blick über den Atlantik belehrt uns unmissverständlich darüber, dass eine hochinnovative Digitalwirtschaft von sich aus keine Volkswirtschaft rettet. Während das Silicon Valley boomt, stirbt die klassische Industrie überall dahin und produziert Arbeitslosigkeit, Resignation und Trump-Wähler.“
Angesichts der „Eindringtiefe der Digitalisierung in alle Nischen der Lebenswelt“ beklagt der Soziologe Harald Welzer ein „frappierend“ geringes politisches Problembewusstsein. „Start-up und Innovations- und Disruptionsberauschtheit“ stelle die Menschen vielleicht zunehmend so unter „Vollzeitablenkung“, dass kaum noch klare Gedanken gefasst werden könnten. „Nach einer vielleicht nicht so überraschenden Überwältigung durch all die Formen, in denen die Digitalisierung nachgerade über uns kommt, ist es jetzt mal Zeit, die Dinge politisch zu sortieren, und zwar nach Maßgabe der Frage, was von den zweifellos hervorragenden Möglichkeiten dieser Technologie für das zivilisatorische Projekt nützlich ist und was nicht.“ Sich von Algorithmen vorschreiben zu lassen, wie man leben soll, sei „der Wiedereintritt der Menschen in die selbstverschuldete Unmündigkeit.“ Eine mündige Gesellschaft verstehe Digitalisierung nicht als Schicksal, sondern als Gestaltungsaufgabe.
Die Chancen, die das Netz für die individuelle Meinungsäußerung und politische Partizipation allgemein bietet, kommen in der Ausübung nur teilweise positiv zur Geltung. Zwar werden kulturelle und politische Debatten unterdessen zumeist von den Aktivitäten der vielen im Netz vorangetrieben, wenn nicht dominiert; doch lassen viele Beiträge jede konstruktive Ausrichtung vermissen – in der Sache wie im Umgang mit Andersdenkenden. Infolgedessen ergibt sich verbreitet der Eindruck, dass die Regeln des Anstands online viel schneller außer Acht gelassen werden als in der persönlichen Begegnung: „Wer nicht sieht, hört, spürt, was seine Äußerungen beim gegenüber bewirken, kommentiert enthemmter.“ Als unkalkulierbare Größe hinzu kommen gruppendynamische Prozesse, die einer grassierenden Shitstorm-Angst Vorschub leisten: „Der Wind im Netz dreht bekanntlich nicht nur schnell, er ist auch unberechenbar.“
Zygmunt Bauman sieht u. a. durch die Digitalisierung und Entpersonalisierung der Kommunikation die Stabilität und die Innen-Außen-Grenzen von sozialen Strukturen infrage gestellt. Diese werden immer fluider: „Verschwunden sei die Gewissheit, dass ‚wir uns wiedersehen werden‘, […] dass es mehr als eine nur vorübergehende Bedeutung hat, wie wir miteinander umgehen, weil die Folgen unserer Handlungen uns noch lange begleiten werden – aufbewahrt im Denken und Handeln von Augenzeugen, die immer um uns sind“.

### Orientierungs- und Wertewandel
Die disruptive Entwicklung im Bereich der Alltagstechnik (das Verschwinden von Schreibmaschinen, Telefonzellen, Tageszeitungen, Fotoapparaten, Stereoanlagen oder CD-Playern, künftig des Bargeldes), aber auch der Alltagspraktiken (wie das Verschwinden des Lesens, der flüssigen Handschrift, des mechanischen Spielzeugs oder des Stammtisches, der durch Gruppen in den sozialen Netzwerken ersetzt wird) wirkt polarisierend auf kulturelle und ästhetische Wertvorstellungen. Sie bringt mit großem Tempo neue Handlungsformen und Subjektivitätsmodelle hervor, die in Einklang mit den ökonomischen Anforderungen stehen (Leben in Popwelten, „digitaler Realismus“), provoziert aber auch Gegenströmungen (Kampagnen zur Leseförderung, Revival des schön ausgestatteten Buchs). Daniel Dettling vom Zukunftsinstitut konstatiert einen „Wertesplit“: Insbesondere die Erstnutzer der neuen digitalen Technologien fühlten sich als Repräsentanten von Werten wie Freiheit, Mobilität und Souveränität und begrüßten die „digitale Autonomie“, während 70 Prozent der Deutschen orientierungslos und ängstlich auf die Digitale Revolution starrten.
Manuel Castells sieht einen rückläufigen Einfluss von Religion, Moral, Autorität, traditionellen Werten und politischen Ideologien in dem neuen, auf digitalisierter elektronischer Produktion und Distribution sowie auf einem demgemäßen Austausch beruhenden Kommunikationssystem. Sie verschwinden nicht ganz, „aber sie werden geschwächt, es sei denn, sie codieren sich neu innerhalb des neuen Systems, wo ihre Durchschlagskraft sich durch die elektronische Materialisierung spirituell übertragener Angewohnheiten vervielfacht: Elektronische Prediger und interaktive fundamentalistische Netzwerke sind in unseren Gesellschaften eine effizientere und durchdringendere Form der Indoktrination, als die von Person zu Person verlaufende Vermittlung einer fernen, charismatischen Autorität.“ Im Netz mit beliebigen anderen Angeboten auf einer Ebene konkurrierend, verlören transzendentale Botschaften ihren „übermenschlichen Status“; die Säkularisierung gelange damit zum Abschluss: „Die Gesellschaften sind endgültig und wahrhaft entzaubert, weil alle Wunder online zu haben sind und zu selbst konstruierten Vorstellungswelten kombiniert werden können.“

### Anzeichen von „Digitalisierungswahn“
Werner Thiede setzt sich aus der Perspektive eines evangelischen Theologen kritisch mit der Digitalen Revolution auseinander. Dabei steht für ihn nicht „das Digitale schlechthin“ in Frage, sondern dessen „impliziter Durchsetzungs- und robuster Herrschaftsanspruch.“ Was er befürchtet, skizziert er drastisch: „In der Tat droht die Gefahr, dass immer mehr Technologen, Ökonomen und Politiker über unsere Zukunft bestimmen, die selber geistig abgedriftet und mehr oder weniger digitaler Demenz verfallen sind. Und eine immer mehr dement gewordene, dem digitalen Massenwahn erlegene Gesellschaft wird davon nicht einmal mehr viel mitbekommen, denn sie ist weitgehend kritiklos geworden.“
Überwachungsmöglichkeiten wie nie zuvor sieht Thiede mit der Verbreitung „funkender Computerbrillen“ kommen, die allen Nutzern interessante, womöglich suchterzeugende Möglichkeiten eröffneten und damit zugleich den datenverarbeitenden Diensten Rohmaterial in Fülle lieferten. Derartiges zeichne sich auch für ein digitalisiertes Gesundheitswesen ab, in dem bald alle eine virtuelle Kopie des eigenen Körpers als Prognoseinstrument zum Beispiel für Medikamentenwirkung oder Krankheitsvorbeugung besitzen könnten: „Der sich unseres Leibes bemächtigende Digitalisierungswahn dient dem Big-Data-Konzept: Er entfremdet uns in dem Maße von uns selbst, indem er der Manipulation Tür und Tor öffnet.“
Im Zeichen der Social Media sieht Thiede die Möglichkeiten individueller Lebensgestaltung schwinden: „Wer entschleunigen statt weiter beschleunigen möchte, wer die analoge Welt der digitalen eindeutig vorzieht, der hat es unter der Herrschaft digitaler Technokratie immer schwerer; seine Freiheit nimmt ab.“ In der letzten von 95 Thesen zum Thema Digitaler Turmbau zu Babel heißt es eingangs: „Für Theologie und Kirche stellt sich angesichts der Entwicklungsspirale der digitalen Revolution die ernste Frage, ob nicht expliziter Widerstand gegen kommende Auswüchse die ethisch gebotene Handlungsweise sein sollte.“
Auch der Psychologe Gerd Gigerenzer kritisiert die mit der Digitalisierung einhergehende verbreitete Euphorie und betont im Hinblick auf das Hacken: „Das Gefährlichste an der ganzen Digitalisierung ist das Internet der Dinge.“ Die digitalen Sprachassistenten bezeichnet er als „potentielle Heimspione“ und warnt vor dem leichtfertigen Umgang mit persönlichen Daten.

### Überwachung und Gefährdung der Demokratie
Die mit der Digitalen Revolution verbundene massenhafte Sammlung, Speicherung und Übertragung digitaler Daten hat zuvor ungekannte Möglichkeiten der Überwachung eröffnet, die sich rechtsstaatlicher Kontrolle teilweise entziehen. Sie wird vor allem von zwei Arten von Akteuren durchgeführt: zum einen Regierungen, die im besten Fall bloß Demokratie und Frieden wahren wollen, meist aber ihre eigene Macht, und die Mittel deshalb gegen Oppositionelle einsetzen. Dies geschieht auch in westlichen Demokratien, wie bspw. durch den Pegasus-Skandal ab 2016 publik wurde. Massenüberwachung wird aber auch von den größten IT-Unternehmen durchgeführt, weil es sich für sie finanziell lohnt (siehe Überwachungskapitalismus). Durch Überwachung gefährdet sind vor allem die Demokratie sowie die Freiheit des Einzelnen.
Die größten Unternehmen nutzen ihre große Macht über die Aufmerksamkeit ihrer Nutzer außerdem zur sozialen Kontrolle: Sie manipulieren die Nutzer ihrer Geräte bzw. Dienste nach ihren eigenen Interessen (z. B. Abhängigkeitserzeugung) sowie den Interessen von Geldgebern (siehe bspw. den Fall Cambridge Analytica).
Die Massenüberwachung verringert auch die individuelle Privatsphäre. Gläserne Bürger werden weltweit zunehmend zur Realität. Yuval Noah Harari hält den Siegeszug einer „Religion des Dataismus“ für möglich. Deren Anhänger glaubten, dass die Intelligenz, die durch Vernetzung von Computern und die Entwicklung eines „Internets der Dinge“ entstehe, zu einem „posthumanistischen Zeitalter“ führen werde, in dem Datenschutz und Demokratie sinnlose Begriffe seien. So seien soziale Netzwerke wie facebook bereits heute in der Lage, durch die Analyse von 300 Likes eines Menschen besser als dessen Lebenspartner zu wissen, welche Vorlieben und Abneigungen der betreffende Mensch habe. Bald schon würden entsprechend „gefütterte“ Netzwerke genauer als ein bestimmter Wähler wissen, welches Wahlverhalten für ihn am nützlichsten sei, ihn aber auch hocheffektiv manipulieren können.
Jaron Lanier rief dazu auf, man möge sich neben den „Gratis-Verlockungen“ der neuen Netzwelt auch die Kehrseiten der schicken Gadgets, Smartphones und Tabletcomputer vor Augen führen: „Wir kommunizieren regelmäßig mit Menschen, von deren Existenz wir vor dem Netzwerkzeitalter nicht einmal gewusst hätten. Wir können jederzeit Informationen zu fast jedem Thema finden. Aber wir haben auch erfahren, dass unsere Geräte und die aus idealistischen Motiven entstandenen digitalen Netzwerke von ultra-mächtigen, fernen Organisationen genutzt werden, um uns auszuspionieren. Wir werden stärker analysiert als wir analysieren.“ In den meisten Fällen könne man einen Tabletcomputer nicht einmal einschalten, ohne persönliche Informationen preiszugeben.
Ohne Datenerhebung und Datenanalyse, so Beckedahl und Lüke, könne eine moderne Gesellschaft nicht funktionieren, und sie seien in mancher Hinsicht auch für die Bürger sehr vorteilhaft. Es gehe nicht darum, ob das stattfindet, sondern „wie und nach welchen Regeln es stattfindet, um den Missbrauch von Daten zu verhindern. Dieser Gedanke ist in Politik und Wirtschaft noch nicht angekommen.“ Für Juristen seien Digitalisierung und Netzwelt ein besonders schwieriges Feld, weil es sich bei den Rechtswissenschaften um „nachlaufende Wissenschaften“ handle: Hier gehe es zumeist erst dann um passende Regelsetzung, „wenn etwas in der Welt oder zumindest vorstellbar ist“. Das technische Normensystem des Internets sei mit dem juristischen kaum kompatibel. „Rechtswissenschaftler haben über Jahrhunderte versucht, staatliche Souveränität zu definieren und eine Weltgemeinschaft souveräner Staaten inklusive Völkerrecht zu definieren und auszugestalten. Das Netz sagt: Ich bin überall. […] Es schert sich auch nicht darum, was es da transportiert, und von wem zu wem. Das hat die Juristen dieser Welt vor Probleme gestellt: Ihre nationalen und internationalen Regelwerke wollen allzu oft nicht so recht passen.“
Heinrich Wefing, einer der Initiatoren der Charta der Digitalen Grundrechte der Europäischen Union, setzt sich kritisch mit dem Geschäftsmodell von Internet-Plattformen wie Facebook, Google und Twitter auseinander. Deren Existenz hänge davon ab, Nutzer an sie zu binden und sie zu verführen, möglichst viel Zeit bei ihnen zu verbringen. „Denn je länger die Nutzer auf einer Plattform sind, desto mehr Werbung kann man ihnen vorsetzen. Und desto mehr Daten lassen sich von ihnen absaugen.“ Die jeweiligen Algorithmen seien in der Art digitaler Suchtmittel darauf programmiert, ständig so viel an Aufmerksamkeit wie nur möglich bei den Nutzern zu erregen. Iyad Rahwan, Direktor am Max-Planck-Institut für Bildungsforschung, vergleicht in einem Interview die Verantwortung der Internetunternehmen mit den Problemen der Umweltverschmutzung und sieht Handlungsbedarf bei Staat und Gesellschaft.

### Neue Entfremdungsaspekte in datenbasierten Machtkonstellationen
Die Konferenz- und Innovationsplattform Digital Life Design zeigt die Rolle großer Konzerne im technischen Entwicklungsprozess. Die Unternehmensberatung PricewaterhouseCoopers sieht in der Landwirtschaft eine Vorreiterrolle bei der Digitalisierung. Das KTBL stellte 2017 fest, dass zum Beispiel der Verlust der Handlungsautonomie bei Prozessen und Entscheidungen, eine Überforderung durch zunehmende Komplexität der Entscheidungen und eine Polarisierung der Arbeit grundsätzliche Risiken einer Digitalisierung in der Landwirtschaft darstellen können.
In einer gegenwartsbezogenen Würdigung sozioökonomischer Theoreme von Karl Marx anlässlich dessen 200. Geburtstags 2018 verknüpft Jürgen Neffe Erscheinungsformen der Digitalisierung des Wirtschafts- und Arbeitslebens mit Erkenntnissen des Marxismus: Wie der Fabrikarbeiter der ihm zugewiesenen Maschine diene der Einzelne im „Datenkapitalismus“ heute über das von ihm genutzte Gerät der „digitalen Weltmaschine“, die vampirartig Lebensdaten absauge. „Der Rohstoffzufluss durch lebendige Tätigkeit lässt den toten Mechanismus aus Prozessoren und Speicherchips umso mehr leben, je mehr wir ihm geben. Er verarbeitet sie zu durchaus nützlichen Informationen, die er uns schenkt, wenn er uns dafür Empfehlungen und Werbung zuspielen darf. So macht uns etwas, das von uns abhängt, umgekehrt zu seinen Abhängigen. Indem uns formt, was wir füttern, werden wir zum Produkt unserer eigenen Hervorbringung.“
Im Maschinenfragment von 1857 habe Marx bereits die Frage aufgeworfen, wie das kapitalistische System funktionieren würde, wenn sich auf der Basis von Wissen alle Waren und Dienstleistungen vollautomatisch herstellen ließen. „Indem uns die Verheißung zeitnaher, bedarfsgerechter und automatischer Produktion wieder ein Stück weiter zu Untertanen unserer eigenen Schöpfung macht, erleben wir so etwas wie einen marxschen Moment.“ Dabei hält Neffe auch bei im Kern fortbestehender wirtschaftlicher Freiheit eine Entwicklung für möglich, „in der Basisbedürfnisse wie Nahrung und Wasser, Mobilität und die Teilhabe am kulturellen Leben mit freier Kommunikation und Netzzugang selbstverständlich erfüllt werden.“ Ihm schwebt vor, dass diese Güter zu Gemeineigentum würden wie öffentliche Grünflächen, Straßenland und Plätze, die jenseits kommerzieller Interessen instand gehalten werden und allen zur Verfügung stehen. „Auch ohne Umsturz ließe sich eine digitale Moderne vorstellen, in der die Herrschaft über die wachsende Datenmenge nicht unkontrolliert in den Händen Einzelner liegt.“

### Perspektiven in der Corona-Krise
Der Soziologe und Kulturwissenschaftler Andreas Reckwitz sieht neben dem Wiedererstarken des Staates als ordnungssetzender Macht die Digitalisierung als „zweite große Gewinnerin“ in der Corona-Krise. In dieser erweise sich die digitale Revolution als Glücksfall, indem sie eine Kommunikation unter räumlich Getrennten ermögliche; zwar könne sie nicht alles, aber doch manches ersetzen. „Homeoffice und Videokonferenzen im Bereich der Arbeit, digitales Lernen in Schule und Hochschule, Onlinekonsum und persönliche Kommunikation über das Netz – man kann davon ausgehen, dass diese Erfahrungen auch nach Ende der Krise dazu führen, dass sich Arbeit, Bildung und Privatsphäre weiter tiefgreifend digitalisieren.“
Einen anderen Akzent setzt der Philosoph Richard David Precht, mit dem Hinweis, „künstliche Intelligenz sagt in der Krise niemandem, was zu tun ist, und digitales Gerät schützt nicht vor existenziellen Lebenskrisen.“ Es gelte bei der Nachbereitung dieser Krise auch, analoge Bedarfe wieder stärker zu berücksichtigen.

### Zukunftsprojektionen
Für das 21. Jahrhundert erwarten Stengel, Looy und Wallaschkowski ein grundlegend verändertes Verhältnis zwischen Mensch und Natur. Menschliches Leben werde sich aus der Natur noch weiter in digitale Räume verlagern. Nach Eingriffen in das eigene und in das Genom anderer Organismen würden Menschen künftig auch neue, synthetische Organismen erschaffen. In einer sich abzeichnenden postkapitalistischen Wirtschaftsordnung bedürfe es zur Produktion vieler Dinge nicht mehr unbedingt der Unternehmen. Mit neuen Fabrikationsverfahren wie dem 3D-Druck wandle sich die Wirtschaft von einer zentralisierten Top-down-Ökonomie zu einer demokratischen Bottom-up-Ökonomie, in der vieles von den Bürgern selbst hergestellt werden könnte. Dezentralisierung stehe auch hinsichtlich der Energieversorgung bevor, sobald jedes Gebäude sich damit selbst versorgen könne. Der medizinische Fortschritt verspreche allen Menschen eine längere und gesündere Lebensspanne. Big Data werde den Übergang von standardisierten zu individualisierten medizinischen Therapieverfahren ermöglichen. Hinsichtlich der mit solchen Entwicklungen einhergehenden kulturellen Veränderungen könnten nur jene Religionen künftig noch überzeugen, denen es gelinge, Genetic-Engineering und die menschliche Schöpfung künstlicher Lebensformen in ihr Weltbild und Normensystem zu integrieren.
Die Menschen des digitalen Zeitalters werden sich künftig durch die Erweiterung ihrer körperlichen Möglichkeiten von denen des Industriezeitalters markant unterscheiden, und zwar bedingt durch neue Formen des Human-Enhancement auf genetischer, pharmakologischer und technologischer Basis, so Oliver Stengel. „Der Mensch 2.0“ werde sich nicht nur durch biologische Eingriffe in sein Genom verändern, sondern auch „durch die Integration (digital)technologischer Bauteile in seinen Körper und vielleicht auch durch nanotechnologische Interventionen.“ In der Art der bereits genutzten Cochlea-Implantate für verbessertes Hören erwartet Stengel unter anderem die Entwicklung von Retina-Implantaten in Form eines Microchips in Auge oder Kontaktlinse, der mit dem Internet oder einem Navigationssystem verbindet.

### Menschen- und völkerrechtliche Fragen
Technologiefirmen im Silicon Valley arbeiten laut Miriam Meckel daran, „das menschliche Gehirn zur neuen Eroberungszone ihrer unternehmerischen Aktivitäten zu machen.“ Für das auf erhöhte Leistungsfähigkeit zielende Zusammenwirken von neuester Technik mit dem menschlichen Gehirn steht der Begriff Brainhacking, so Meckel. Bei Facebook werde seit 2018 zu einer Technik geforscht, die es ermöglicht, Gedankenprodukte unmittelbar auf das Smartphone zu übertragen und das Schreiben auf dem Gerät dadurch enorm zu beschleunigen. Der Unternehmer Elon Musk beschäftige seine Firma Neuralink wiederum damit, menschliche Gehirne in einer durch künstliche Intelligenz angereicherten Hirncloud zu vernetzen. Die individuellen Gedanken würden damit für jeden verfügbar, der sich an diese Cloud anschließt. Meckel warnt davor, dass eine solche Entwicklung den nahezu unbegrenzten Zugriff auf das Innerste der individuellen Persönlichkeit mit sich brächte: „Und wo sich Gedanken aus dem Gehirn lesen lassen, da lassen sie sich im Umkehrschluss auch hineinschreiben. So kann man Informationen, Erfahrungen und Erinnerungen speichern und eine Persönlichkeit umschreiben.“
Welche Rolle den Menschen in einer global durchdigitalisierten künftigen Weltgesellschaft verbleibt, erwägen die Soziologen Heinz Bude und Philipp Staab. Sie sehen die USA und China mit ganz verschiedenen Leitbildern um die digitale Weltherrschaft wetteifern und suchen einen eigenen europäischen Standort zu bestimmen. Während sich die Sicherung der Massenloyalität in China durch ein auf umfassende Datenpreisgabe und -überwachung gegründetes Sozialkreditsystem abzeichne (Privilegiengewährung bei Wohlverhalten im Sinne der kommunistischen Parteiführung), laufe das amerikanische Gegenmodell auf vielfältige und weitgehend kostenlose „Lebensassistenzangebote“ hinaus: „Man zahlt mit seinen Daten und freut sich an der ungeheuren Bequemlichkeit des digitalen Anschlusses an die Welt.“ Massenloyalität entstehe in dieser Variante aus der Gratisversorgung mit digitalen Lebenshilfen. „Bleibt uns nur die Wahl zwischen Huawei und Facebook?“, fragen Bude und Staab und verweisen darauf, dass die Voraussetzungen für die „dritte Stufe der Evolution des Netzes“ in Europa vorlägen: „Nach dem kommunikativen Netz mit den sozialen Netzwerken, dem kommerziellen Netz mit den Internetkaufhäusern befinden wir uns weltweit jetzt im Aufbau eines industriellen Netzes der Dinge.“ Für die Europäer gelte es zu zeigen, wie der Mensch „sich hier als vernetzter Produzent mit verteilter Intelligenz, als disponierender Konsument mit einer Vielfalt händlerischer Möglichkeiten und als konstitutiver Bürger ganz neu und anders zur Geltung bringt.“ Es handle sich darum, „ob offene Gesellschaften individuelle Freiheit und kollektive Handlungsfähigkeit als die zwei Seiten einer gemeinsamen Anstrengung noch einmal zum Schwingen bringen können.“ Die beiden Soziologen gelangen zu dem Fazit: „Aus der Individualität kommt die Bewegung, aus der Solidarität die Form. Das ist der europäische Weg.“
Völkerrechtliche Fragen, die durch die Digitale Revolution aufgeworfen werden, rückten im Zuge der Überwachungs- und Spionageaffäre 2013 in den Fokus der gesellschaftlichen und politischen Diskussion. Dies schließt weitgehend ungelöste Fragen bezüglich der Menschenrechte, der Spionageabwehr und der staatlichen Souveränität ein.